# La Plata-i csata
A La Plata-i csata a második világháború első jelentősebb tengeri ütközete volt, melynek során a közel három hónapja a brit kereskedelmi hajózás ellen háborút folytató német Admiral Graf Spee nehézcirkáló (zsebcsatahajó) és három brit cirkáló ütközött meg a dél-amerikai partoknál, a Río de la Plata közelében 1939. december 13-án. A német cirkáló hajnalban elsőként észlelte az ellenséget és mivel egy konvojt kísérő gyengébb köteléknek (egy cirkáló, két romboló) vélte, gyors és megsemmisítő támadást akart indítani ellene. A brit hajóraj azonban három cirkálóból állt, és ezek a közeledő németeket észlelve szintén támadólag léptek fel. Az ütközetben mind a négy hadihajó szerzett kisebb-nagyobb sérüléseket, közülük a Graf Speere legnagyobb veszélyt jelentő Exeter nehézcirkáló 80 perc elteltével harcképtelenné vált és kénytelen volt elhagyni a csatateret. A harcot ezután a két fél megszakította és a két brit könnyűcirkáló ezt követően biztos távolságból követte a lassabb német hadihajót, mely a sérülései kijavítása végett a semleges Uruguay fővárosa, Montevideo felé vette az irányt.
Számos értékelés szerint ez a saját károk túlbecsüléséből és az ellenség szorult helyzetének nem ismeréséből fakadó német döntés súlyos következményekkel járt, mivel a harc folytatásával a Graf Spee akár mindhárom brit cirkálót elsüllyeszthette volna, így viszont a britek folyamatosan szemmel tarthatták és jelentős erősítéseket indíthattak útnak a cirkálóik megsegítésére.
Az Graf Speet ért sérülések bár nem voltak nagy kiterjedésűek, de két találat kritikusnak vélt károkat okozott. Az egyik az üzemanyagtisztító rendszerét bénította meg (ezt később fedélzeti eszközökkel sikerült orvosolni), a másik pedig a hajó orrát érve tette tönkre a konyhákat és ütött egy nagyobb lyukat a vízvonal felett, ami nagy hullámzásnál vízbetöréssel fenyegetett. Montevideóban éles diplomáciai harc alakult ki a német hadihajó körül. A Graf Spee parancsnoka, Hans Langsdorff sorhajókapitány el akarta végeztetni a szükséges javításokat, amihez a nemzetközi jog szerint a helyi hatóságok szabhattak időkorlátot semleges kikötőben (XIII. hágai konvenció 17. cikkely), míg alapesetben csak 24 óra lehetett volna engedélyezve (12. cikkely). A kárfelmérés során a németek úgy ítélték meg, hogy azok kijavítása két hetet venne igénybe. A brit diplomácia nyilvánosan a hajó 24 órán belüli távozását követelte a hatóságoktól, a színfalak mögött azonban a tartózkodásának további meghosszabbítása mellett ágált, mivel még napokig nem rendelkeztek volna elegendő tengeri haderővel a feltartóztatásához.
Végül a hatóságok 72 órában határozták meg a Graf Spee számára a tartózkodási időt, mivel úgy vélték, a károkat ennyi idő alatt el lehet hárítani. A német érvelés szerint a hajóorr sérülésével nem tudhattak volna visszatérni Németországba a télen viharos északi vizeken át és a kérésük elutasításában a nemzetközi egyezmények megsértését látták. Langsdorff, aki a britek által terjesztett téves információk alapján jelentős ellenséges kötelékek közelben való jelenlétéről szerzett tudomást, megkímélendő a legénységét az értelmetlennek tűnő véráldozattól a hajója elsüllyesztése mellett döntött. December 17-én este a határidő lejártakor hajójával elhagyta a kikötőt és a felségvizeken kívülre érve felrobbantotta azt. A legénység tagjai az előzőleg az evakuálásukra érkező hajók fedélzetén Argentínába távoztak, ahol internálták őket.
A döntéseiért erősen kritizált Langsdorff sorhajókapitány a teljes felelősséget magára vállalva három nappal később, december 20-án hajnalban Buenos Airesben önkezével vetett véget életének. Tettében a saját és a haditengerészet becsületének megőrzését látta.

## Előzmények

### AzAdmiral Graf Speekereskedelmi háborúja

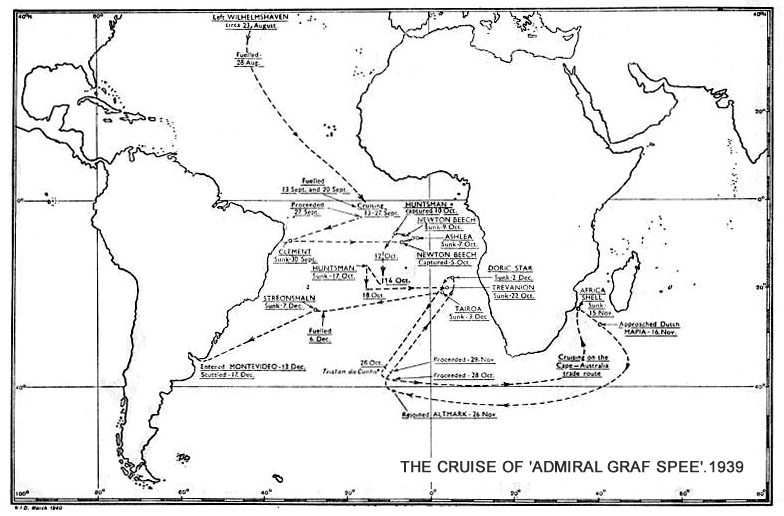
Az Admiral Graf Spee útvonala
(egy brit jelentés alapján)

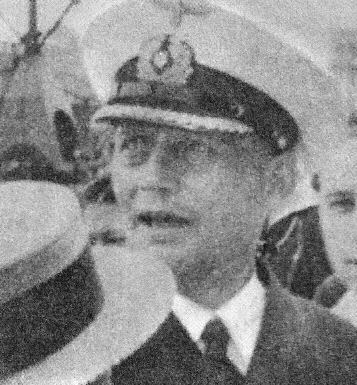
Hans Langsdorff sorhajókapitány

Az Admiral Graf Spee (gyakran röviden: Graf Spee) 1939. nyár végén Rügen szigete előtt gyakorlatozott, mikor augusztus 17-én rádión utasítást kapott, miszerint azonnal Wilhelmshavenbe kell hajóznia. Itt napokon át tartóan töltötték fel a készleteit, a hajó minden tárolásra alkalmas zugát kihasználva. A korábbi két hidroplánja helyett kapott egy új, még be nem repült Arado 196 A2 típusú hidroplánt és hozzá egy cseremotort. Parancsnoka, Hans Langsdorff sorhajókapitány, titkos utasításokat kapott egy esetleges háború kitörésének esetére, amiknek értelmében hajójával Feröertől északra észrevétlenül ki kellett hajóznia az Atlanti-óceánra és annak északi részén, a Zöld-foki-szigetektől északnyugatra helyezkedve kellett várnia a további utasításokat.
Wilhelmshavent a cirkáló augusztus 21-én hagyta el és a nyílt óceánon tartózkodott a háború 1939 szeptemberi kitörésekor. Az utasításai úgy szóltak, hogy háború esetén előbb az ellenségtől távolmaradva maradjon passzivitásban és háborús tevékenységét az erre felszólító parancs vételezése után kezdje csak meg. Ezt a parancsot szeptember 26-án kapta meg. A hadműveletek során az ellátóhajóként mellé rendelt Altmark támogatta, mely tartályhajó augusztus végén a texasi Port Arthurban vételezett dízelolajjal egészítette ki több alkalommal az üzemanyagkészletét.
Portyázásai során nem veszítette életét senki, mivel – hasonlóan az első világháború német külhoni cirkálóinak tevékenységéhez – mindvégig tartotta magát a zsákmányjog szerinti eljáráshoz és az elfogott hajók legénységét a fedélzetére vette, mielőtt elsüllyesztette volna járművüket. Elsőként a brit Clement gőzöst süllyesztette el szeptember 30-án a brazil partoknál, innen Dél-Afrika partjaihoz hajózva fogott és süllyesztett el három kereskedelmi hajót, majd novemberben az Indiai-óceánon portyázott, két újabb hajót elfogva. Innen az Atlanti-óceánra visszatérve folytatta a kereskedelmi háborút.

### A „zsebcsatahajók” elleni brit stratégia és taktika

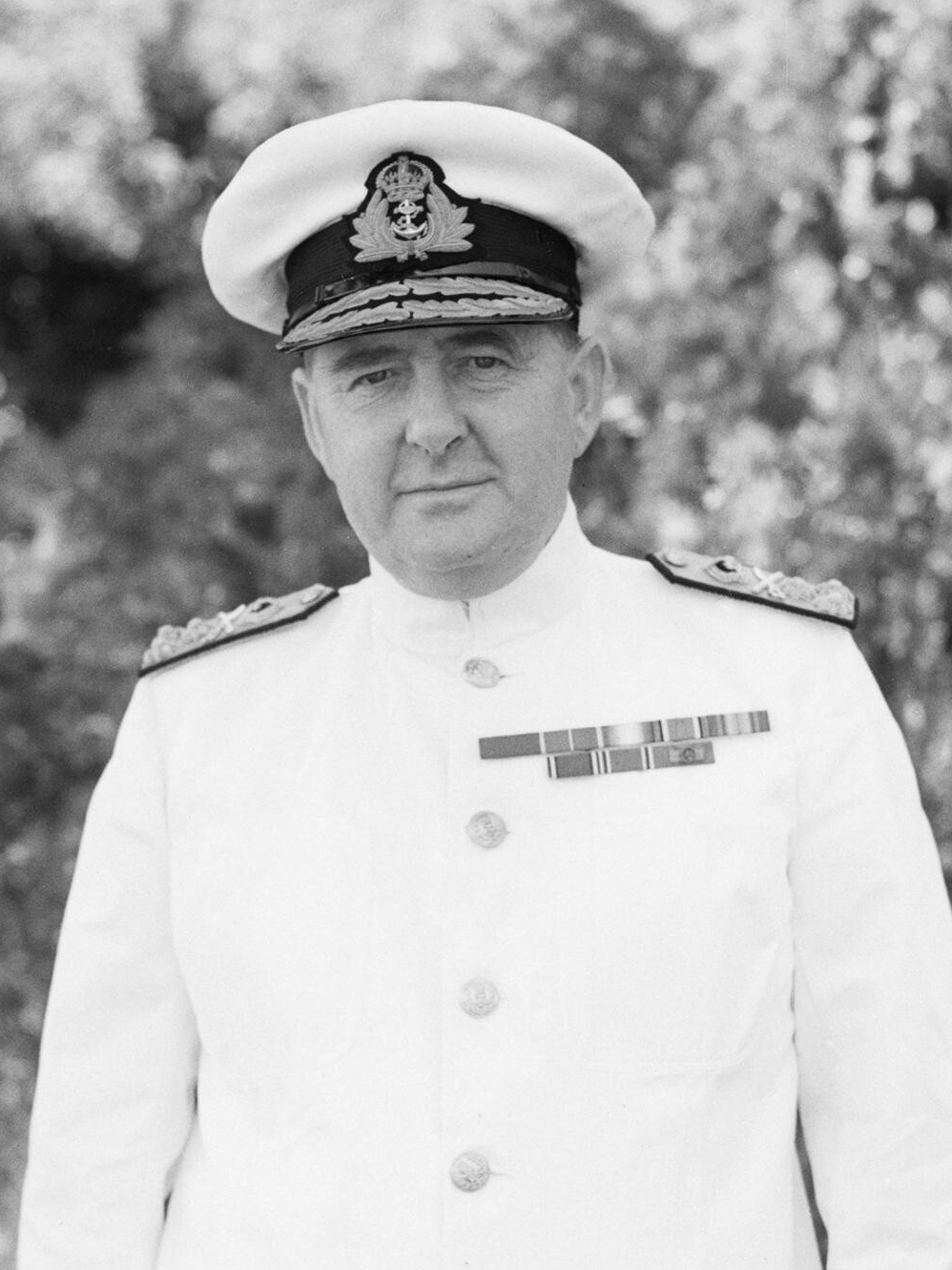
Henry Harwood
(már tengernagyként 1942-ben)

A kereskedelmi útvonalak biztosítását célzó brit stratégia az általuk zsebcsatahajóknak (pocket battleship) nevezett új német hajótípus jelentette fenyegetésre a 30-as évek közepétől nagy figyelmet fordított. E távoli vizeken tartósan tevékenykedni képes egységekkel szemben az admiralitás egy 1939 januári memoranduma értelmében kisebb (akár csak két egységből álló) cirkálórajokat kellett alkalmazni, melyeket a kereskedelmi útvonalak csomópontjainak közelében kellett elhelyezni.
A „zsebcsatahajók” elleni taktikai eljárást Henry Harwood sorhajókapitány (commodore) dolgozta ki 1934-36 között a Royal Naval War College-on. Az általa lefektetett instrukciók értelmében egy zsebcsatahajóval való találkozáskor azonnal támadólag kellett fellépni, függetlenül a napszaktól és a saját hajók típusától – könnyűcirkálókkal ugyanúgy támadni kellett, mint nehézcirkálókkal. Ha nappal kerül sor az észlelésre, akkor a rajnak két egységre bontakozva kellett támadnia. Éjszaka a hajóknak együtt kellett maradnia, de a köteléknek lazának kellett lennie köztük. A nappali eljárás szerint az erők megosztásával a cirkálóraj a német egységet vagy a tüze megosztására kényszeríthette, csökkentve annak hatékonyságát, vagy amennyiben a németek tüzüket egy célra koncentrálnák, akkor ezzel a raj másik felének könnyítené meg a támadást. A megosztásnak az is az előnye volt, hogy a raj egységei a flank markingnak nevezett eljárást alkalmazva rádión segíthették egymás tüzérségét a lövedékek leérkezésének jelentése révén. Még 1937-ben az Exeter fedélzetén Uruguayba érkező Harwood az uruguayi Huracan korvettel elpróbált egy szcenáriót, melyben utóbbi egy a La Platába menekülő zsebcsatahajó szerepét játszotta el. Harwood ezzel a hadijátékkal a torkolat adottságai nyújtotta lehetőségeket igyekezett felmérni. Harwoodot két évvel később, 1939-ben kinevezték a brit haditengerészet dél-amerikai divíziójának élére.

### Brit intézkedések aGraf Speeelfogására

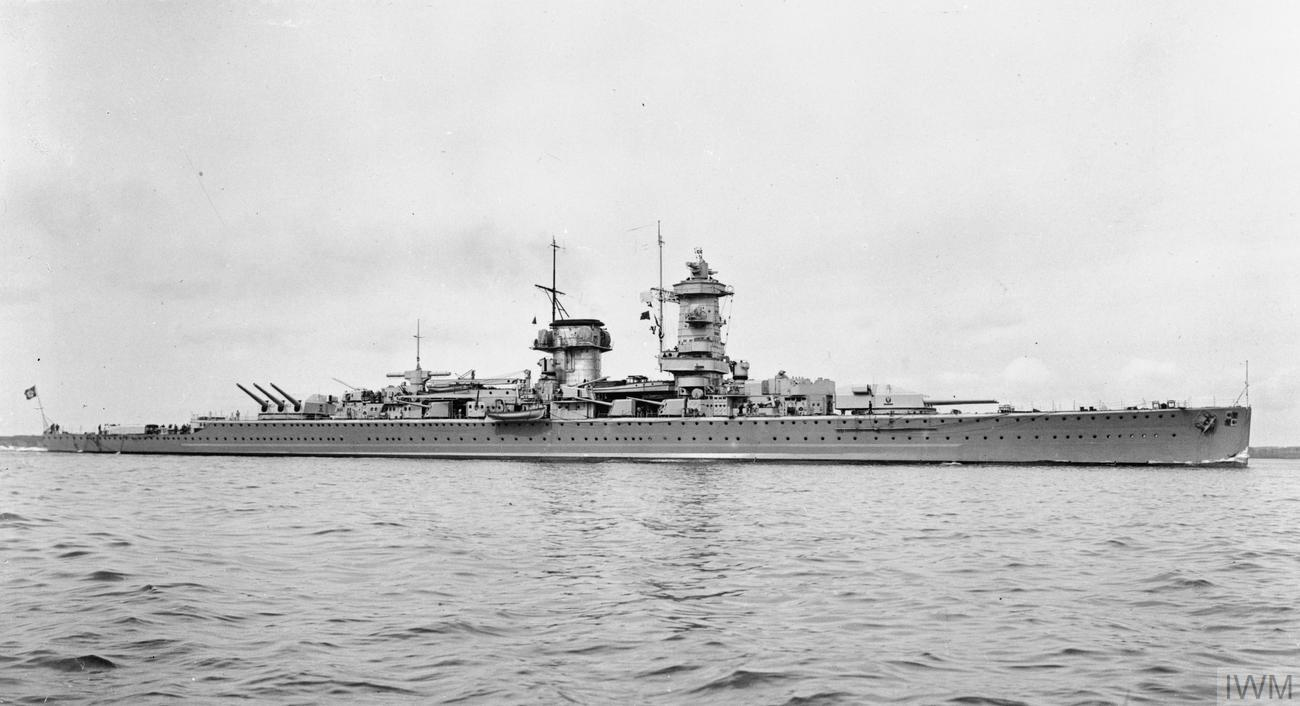
Admiral Graf Spee

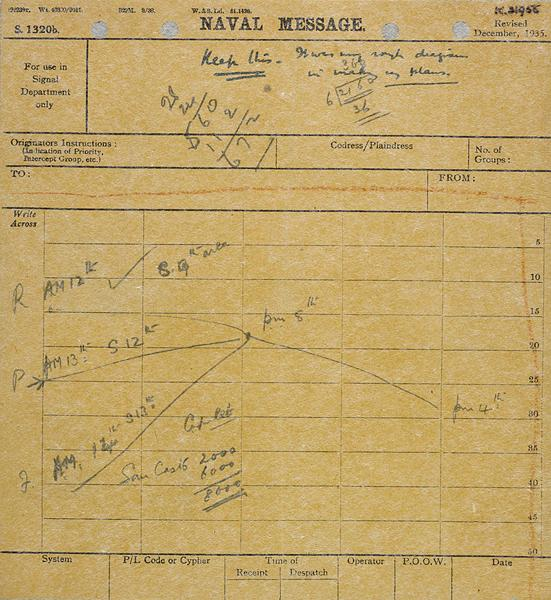
Harwood december 6-ai számításai a Graf Spee felbukkanásának várható időpontjairól Dél-Amerika keleti partjainak különböző részein

A brit admiralitás 1939. október 1-én szerzett tudomást arról, hogy a Clement gőzhajót (5051 BRT) előző nap Brazília partjainál elsüllyesztette egy portyázó német zsebcsatahajó, mely az Admiral Scheernek adta ki magát a szabadon bocsátott brit legénységnek, valójában azonban ez a hajó a Graf Spee volt. Ennek hatására a Dél-Amerika nyugati partjainál egyedül tevékenykedő új-zélandi Achilles könnyűcirkálót azonnal a keleti partra, Harwood dél-amerikai divíziójának erősítésére rendelték át. Harwood sorhajókapitány (commodore) parancsnoksága alatt eddig két nehézcirkáló (Exeter, Cumberland), egy könnyűcirkáló (Ajax) és nagyjából hat hétig két romboló (Hotspur, Havock) állt, feladatául pedig a La Plata és a Rio de Janeiro előtti forgalmas vizek biztosítását kapta. Ez a kereskedelmi útvonal a britek számára az egyik legfontosabb volt, mivel jelentős élelmiszerszállítmányok érkeztek rajta keresztül Nagy-Britanniába. Október 5-re az admiralitás nyolc ehhez hasonló csoportot szervezett meg az Atlanti-óceánon, melyek – megítélésük szerint legalábbis – elegendők lehettek a portyázó német Deutschland-osztályú egységek illetve az (még szolgálatba állítás előtt álló) Admiral Hipper-osztályú nehézcirkálók leküzdésére.
Az egyetlen dél-atlanti vizeken portyázó német hadihajóra reagálva a britek összesen 22 hadihajójukat különítették el, ezen felül két csatahajót és három cirkálót rendeltek Kanadába konvojkíséretre, továbbá a transzatlanti konvojútvonalak másik végpontjának védelméhez a Földközi-tengerről három kapitális hadihajót, egy repülőgép-hordozót és három cirkálót vontak vissza Nagy-Britanniába. Ezen felül Franciaország is egy repülőgép-hordozót, két csatahajót, öt cirkálót és számos rombolót rendelt a konvojok biztosítására és a portyázó német cirkálók felkutatására az afrikai partok mentén.
November 3-án, miután már három hete nem észleltek aktivitást a német cirkálók részéről, az admiralitás a dél-atlanti parancsnokságot arról értesítette, hogy feltevése szerint az összes német kapitális egység és cirkáló hazai vizeken tartózkodik, másnap pedig utasította a Force G-t (kb.: „G harccsoport”; Cumberland, Exeter) és a Force H-t (Sussex, Shropshire), hogy cseréljenek hadműveleti területet. Ez a Harwood vezette rajnak a Falkland-szigeteken lévő bázisról a Gibraltárba való áthelyezést jelentette, ami a hajók jobb karbantartását és a legénység számára jobb rekreációs lehetőséget tett lehetővé. A két egység már úton volt egymás felváltására, mikor november 17-én az admiralitás tudomást szerzett az egyik német cirkáló Indiai-óceánon való felbukkanásáról. A hírre a két hajórajt azonnal visszairányították eredeti körzetébe, Az észlelt német hadihajó elfogására november 27-én az admiralitás a Force H-t (Sussex, Shropshire) és a Force K-t (Renown csatacirkáló és Ark Royal repülőgép-hordozó) a Jóreménység fokától délre lévő területre rendelte, hogy itt állja útját a német cirkálónak, de eddigre a Graf Spee már visszatért az Atlanti-óceánra.
December 2-án a Graf Spee az óceán délkeleti részén, Dél-Amerika partjaitól 3000 mérföldre elfogta a Doric Start, de a brit gőzösnek még sikerült leadnia egy riasztást, melyben tudatta, hogy egy német felszíni hadihajó intézett ellene támadást. Másnap a Tairoa jelezte az elfogását 170 mérföldnyire délnyugatra attól a helytől, ahol a Doric Start elfogták. Harwood ezekből az információkból arra következtetett, hogy a portyázó hadihajó a vészjelzések miatt el fogja hagyni az addigi vadászterületét és valószínűleg a dél-amerikai partoknál fog tevékenykedni. A legutóbbi pozíciói alapján úgy számolt, hogy 15 csomós utazósebességgel december 12-én reggel érhet Rio de Janeiróhoz, ugyanaznap este a La Platához avagy december 13-án reggel a Falkland-szigetekhez. E három célterület közül a La Plata volt a legforgalmasabb és az élelmiszerkivitel miatt a legfontosabb is, ezért a németek várható felbukkanásának időpontjára időzítve itt vonta össze a hajóraját a déli szélesség 32°, nyugati hosszúság 47° koordinátán. Harwood számításai nem voltak pontosak ugyan, mivel a Graf Spee nem 15, hanem 22 csomós sebességgel haladt, viszont egyéb lassító tényezők miatt épp annyival később ért a Harwood által várt térségbe, mint ahogy ő azt várta.
Az admiralitástól közben Harwood olyan parancsot kapott, hogy akkor is támadást kell intéznie a zsebcsatahajó ellen, ha ez a hajórajának teljes pusztulását vonja magával. A Graf Spee által elpusztított hajók számán ugyanis túltett a szállítmányuk értéke, ami 55 millió birodalmi márkának felelt meg és amit Londonban riasztóan magasnak ítéltek meg.
A térségbe érkezve az Ajax és az Achilles december 12-én reggel 07:00 körül találkozott az Exeterrel 150 mérfölnyire keletre Punta Medanostól, a La Plata déli megközelítési útvonalán. A Cumberland ekkor karbantartási munkálatok végett a Falkland-szigeteki Port Stanley-ben volt, így csak ez a három cirkáló állt Harwood rendelkezésére. A délután folyamán jelezte a másik két hajónak, hogy amennyiben egy zsebcsatahajóval találkoznának össze, akkor a korábban kidolgozott taktikáját fogja követni, azaz az erőit megosztva azonnal támadólag lép fel a napszaktól függetlenül. Ezt még annyival egészítette ki, hogy a hajóparancsnokoknak további utasítások nélkül is a megfelelő lőtávolságot tartva kell tűz alatt tartaniuk a célpontot. Az este folyamán a cirkálók e taktikának megfelelően hajtottak végre gyakorlatokat.

## Az erők összehasonlítása

### A német oldal

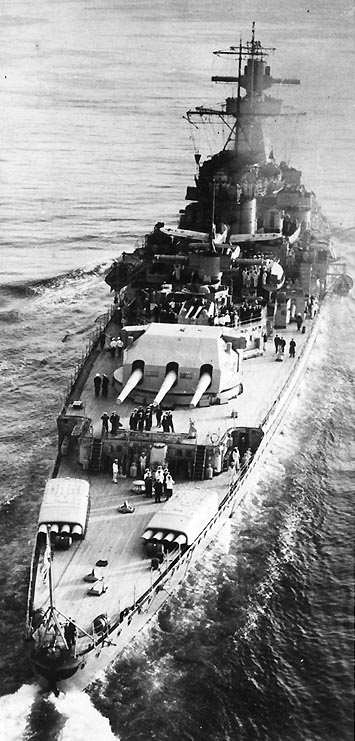
A Graf Spee hátsó lövegtornya a 28 cm-es ágyúkkal, a taton a torpedófedélzet négy-négy torpedóvető csöve

Az Admiral Graf Spee és két testvérhajójának szolgálatba állításukkori német besorolása Panzerschiff (páncélos hajó) volt, amit 1940-től változtattak hivatalosan nehézcirkálóra (Schwerer Kreuzer). Ez a lényegében külön hajótípus az első világháború tapasztalatainak és a versailles-i békeszerződés megszorításainak a terméke volt. A Császári Haditengerészet nagy hadihajóinak a világháborúban széntüzelésű kazánjaik voltak, ami miatt korlátozott volt a hatótávolságuk, a viharos északi vizeken üzemanyaggal való ellátásuk megoldhatatlan feladat lett volna és a sebességük sem érte el a – mellesleg jóval alacsonyabb technikai színvonalat képviselő – brit ellenfeleikét. E tényezők miatt azonban eleve nem vállalkozhattak az Atlanti-óceánon való bevetésekre.
A Deutschland-osztályt ezért – számolva egy újabb Nagy-Briatanniával vagy Franciaországgal folytatandó háború lehetőségével – nagy hatótávolságot lehetővé tevő dízelmeghajtással látták el, amivel egységei 28,5 csomós végsebességet érhettek el. Ez a sebesség azt jelentette, hogy a nála nagyobb tűzerővel rendelkező csatahajók elől ki tudott térni, a nála könnyebb nehézcirkálókat és könnyűcirkálókat viszont jó eséllyel le tudta küzdeni. Ez alól csak a világháborúból megmaradt három brit csatacirkáló képezett kivételt, valamint a később épült francia csatahajók (illetve a repülőgép-hordozók). A hosszúra nyúló bevetése végén megfelelő karbantartási lehetőségek hiányában az elhasználódott gépei és a hajótest alján jelentkező szennyeződés miatt azonban csak 25 csomós sebesség elérésére volt képes.
Fő fegyverzetét a versailles-i megkötések által a német hadihajók számára megengedett legnagyobb, 28 cm-es űrméretű ágyúk alkották. Mivel a szerződés a német hadihajók vízkiszorítását 10 000 tonnában maximálta, ezért a nagy ágyúkból – még a korlátozás valamelyes túllépésével is – csak 6 darabbal (2×3) lehetett felszerelni. Ezzel a nehéztüzérsége jóval erősebb és nagyobb hatótávolságú volt, mint bármelyik nehézcirkálóé. Emellett külön lövegtalpakon nyolc 15 cm-es ágyúval is rendelkezett, néggyel-néggyel mindkét oldalán, így egy könnyűcirkáló tűzerejével megegyező másodlagos tüzérséggel is rendelkezett.
A hajótest páncélzata viszonylag vékonynak számított, a 60–80 mm vastagságú páncélöve gyengébb volt még sok könnyűcirkálóénál is. A fedélzet főbb helyein 40+20 mm vastag páncéllemezek védték, ami megegyezett a többi cirkáló esetében is alkalmazott védelemnek. A két lövegtorony védettsége a 85–140 mm-es vastagságokkal ezzel szemben kimondottan erős volt. A másodlagos tüzérséget mindössze 10 mm vastag lemezek oltalmazták és hátulról nyitottak voltak.
A Graf Spee számára a portyázások során nagy szolgálatot tett az egyetlen Arado 196-os repülőgépe. Helyhiány miatt a hajó nem rendelkezett hangárral, emiatt viszont a hosszú útra több gépet nem vihetett magával. December elejére a gépnek tönkrement mind az eredeti, mind a póthajtóműve, így a kritikus december 13-ai napon Langsdorffnak nem volt lehetősége légi felderítést végrehajtatni és így csak az őrszemek megfigyeléseire hagyatkozhatott. A teljes mértékben ki nem próbált repülőgép utolsó pillanatokban való áthelyezése egyetlen egységként a Graf Speere így később súlyos hibának bizonyult.

### A brit oldal

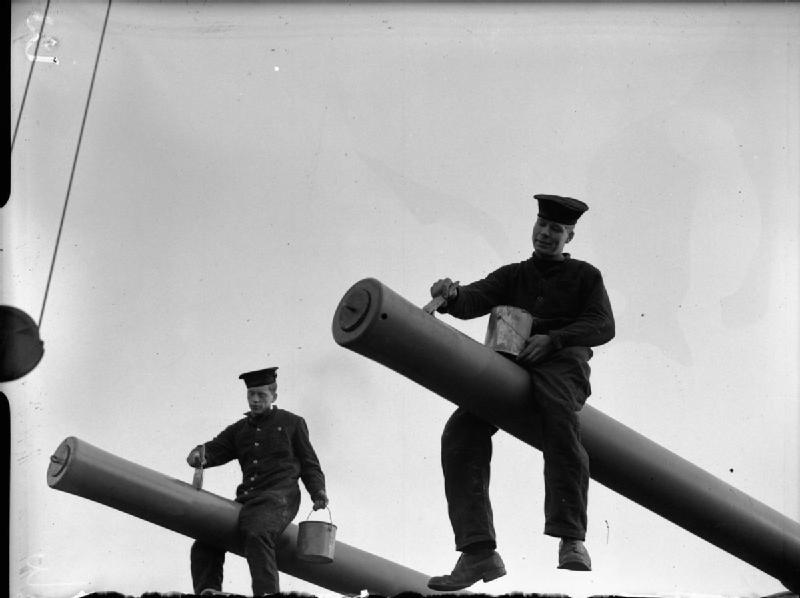
Matrózok festik le az Ajax 15 cm-es űrméretű ágyúinak csöveit

Harwood mindhárom, a csatában részt vett egységének 32-32,5 csomó volt a névleges végsebessége, amiből legalább 30 csomóra mindegyik képes is volt a csata napján. A megviselt Graf Speevel szemben ez legalább 5 csomós sebességi fölényt és jelentős taktikai előnyt jelentett számukra. Harwoodnak ugyanakkor a csata napján nem állt rendelkezésére a hajórajának legerősebb egysége, a Falkland-szigeteken karbantartás alatt álló Cumberland nehézcirkáló. Míg ennek a nehéztüzérségét nyolc (4×2), addig a csatában jelenlévő Exeternek csak hat darab (3×2) 203 mm-es ágyú alkotta. Habár az ágyúi miatt a nehézcirkálók közé sorolták, az Exeter valójában a County-osztályú egységek egy kisebb méretű változata volt.
A két Leander-osztályú könnyűcirkáló, a Harwood zászlóshajójaként szolgáló Ajax és az Achilles egyaránt 8 darab (4×2) 152 mm-es ágyúval rendelkezett. Ezenkívül rendelkeztek még 1-1 hidroplánnal és 8-8 darab torpedóvető csővel is.
A brit hajók páncélzata a Graf Spee 28 cm-es ágyúival szemben lényegében nem jelentett védelmet és annak lövedékei bárhol jelentős pusztítást okozhattak. A brit ágyúk közül egyedül az Exeter hat 203 mm-ese volt képes a harci távolságból átütni a Graf Spee páncélövét, azonban annak fedélzeti páncélzatát nagyobb távolságból akár a könnyűcirkálók 152 mm-es lövedékei is képesek lehettek átütni. Mivel Harwood a könnyűcirkálókkal közelebb igyekezett kerülni a Graf Speehez, így annak létfontosságú részeire csak a nehézcirkáló 203 mm-es lövedékei jelentettek igazi veszélyt.
A brit hajórajt az Olna, Olynthus és az Orangeleaf ellátóhajók (tartályhajók) támogatták a dél-amerikai partok előtti vizeken. Az Olynthusról az Ajax és az Achilles 1939. november 22-én, az Exeter november 26-án vételezett üzemanyagot a La Plata déli részén lévő San Borombon-öbölben. Az Olynthus emellett feladatul kapta a Medanos és a San Antonio-fok közötti vizek szemmel tartását a La Platától délre.

## A csata

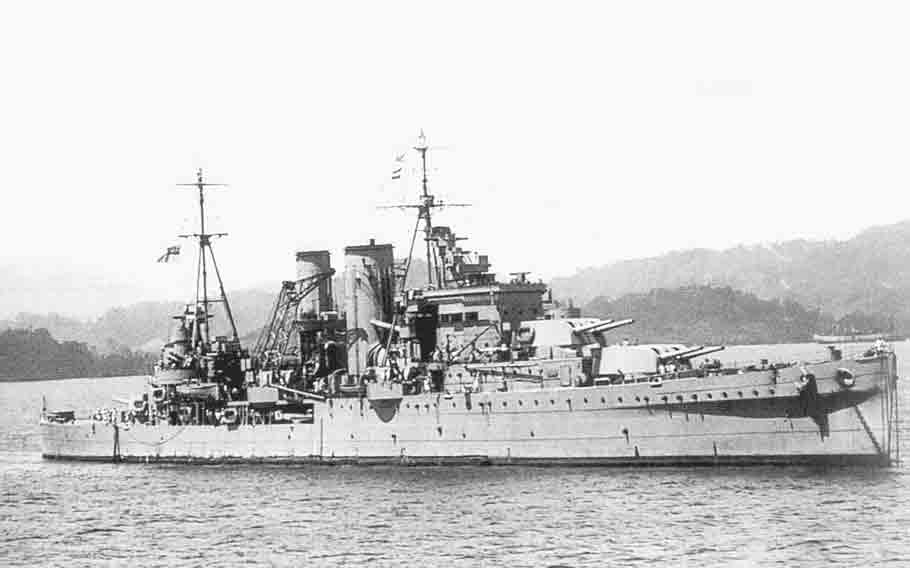
Az Exeter nehézcirkáló

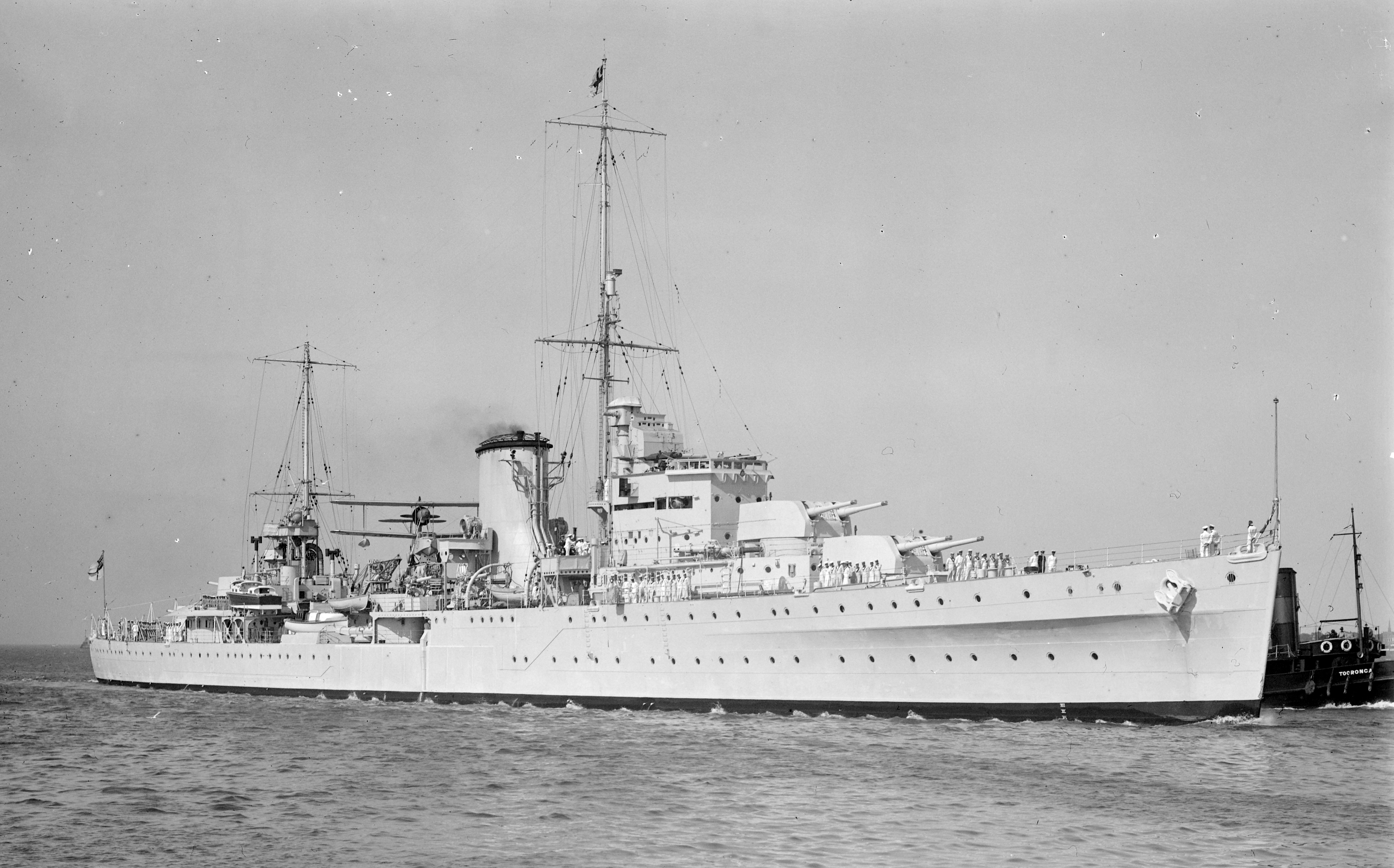
Az Achilles új-zélandi könnyűcirkáló

A december 7-én elfogott Streonshalh kereskedelmi hajón a németek olyan navigációs térképeket találtak, mely a brit kereskedelmi hajók számára tartalmazta a La Plata háborús viszonyok közötti megközelítési útvonalát. Langsdorff ezen információ ismeretében jelentős sikerek elérését várta az itteni portyázástól. Emellett a német flottaparancsnokságtól (a Seekriegsleitungtól) olyan információkat kapott, miszerint ezekben a napokban egy négy hajóból álló brit konvoj hagyja el a La Platát, melyet várhatólag egyetlen segédcirkáló kísér. Ugyanakkor december 4-én a német flottaparancsnokságtól olyan részletes és pontos információkat is kapott, melyben a La Plata előtti brit aktivitás hangsúlyosan ki lett emelve. A jelentésben az is szerepelt, hogy az Ajax, az Achilles, a Cumberland és az Exeter a dél-amerikai partoknál járőröznek. December 6-án a Graf Spee utolsó alkalommal vételezett üzemanyagot az Altmarkról, majd a La Plata felé vette az irányt.

### A német észlelés
A csata napján, 1939. december 13-án a Nap 05:56-05:58 körül kelt fel és a felhőtlen, tiszta idő mellett rendkívül jó, 20 tengeri mérföldes (37 km) látótávolságot tett lehetővé. Délkeleti irányból enyhe szellő fújt, ugyanebből az irányból alacsony volt a hullámverés.
Hajnalban a Graf Spee a 34° 27′ 30′′ dél, 49° 55′ 00′′ nyugat koordinátákon tartózkodott 155 fokos (dél-délkeleti) irányt tartva és 15 csomós sebességgel haladva. Az előzetesen kijelölt cirkálóútvonal értelmében helyi idő szerint 06:00-kor kellett volna 335 fokos (észak-északnyugati) irányra váltania. 05:52-kor azonban a bal oldalon (délkeleti irányban) 31 000 m távolságban árbóccsúcsokat észleltek. Mivel a Graf Spee felderítő hidroplánja nem volt bevethető, Langsdorff a megfigyelők jelentésére támaszkodhatott csupán. Az első feltevés az volt, hogy a keresett konvojt észlelték, melyet egy segédcirkáló kísért. Az ilyen erősségű ellenfél ellen Langsdorffnak a szándékában állt felvenni a harcot, a hadműveleti utasításai tiltásai ellenére is. Valamivel később megállapították, hogy két hadihajó kíséri a cirkálót, melyeket azonban először rombolóknak véltek. 06:00-kor azonosították az Exetert, de a kísérőit továbbra is rombolóknak vélték. A németek bizonyosra vették, hogy eddigre már az ellenség is észlelte őket. Mivel azokat nagyobb sebességük miatt lerázni nem tudta volna, Langsdorff az azonnali támadás mellett döntött, hogy még az előtt döntő csapást tudjon mérni az ellenségre, hogy az a sebességi fölényét kihasználva a lőtávolságán kívül tudna kerülni. A dízelmeghajtás az összecsapás elején ehhez kellő előnyt biztosíthatott, mivel a britek turbinameghajtású hajói lassabban érték el a csúcssebességüket. A németek feltevése valójában téves volt, mivel eddig még nem észlelték őket.
A német hajón 06:00-kor szólaltak meg a riadót jelző csengők. Ekkor a Graf Spee 250 tmf-re keletre volt az uruguayi Punta del Estétől. A dízelhajtóművek azonnali felpörgetésével Langsdorff megindult az ellenség irányába és nagy sebességgel, 24 csomóval közeledett feléje. Ez a döntése – egyes kritikák szerint – súlyos következményekkel járt, mivel ha távolabb tartja magát tőlük, akkor nagy távolságból tüzelve úgy támadhatta volna őket a 28 cm-es ágyúkkal, hogy azok nem érhették volna el a kisebb kaliberű ágyúikkal. Másrészről azonban Langsdorff tudatában volt annak, hogy a brit hajók 4–6 csomóval gyorsabbak az Graf Speenél és ezért elméletileg kívül maradhattak volna a lőtávolságán, ha úgy döntenek. Ez utóbbi megfelelt az általánosan a cirkálók számára erősebb ellenféllel szemben követendő taktikai eljárásnak, mely szerint a feladatuk ilyen esetben a célpont jelentése, majd az erősítések beérkezéséig annak szemmel tartása volt. A Harwood által követett támadólagos fellépést tartalmazó doktrína azonban váratlanul érte a németeket.

### A brit észlelés
A brit hajóraj december 13-án 05:20-kor 60°-os irányban (kelet-északkelet) 14 csomóval haladt a déli szélesség 34° 34′ és nyugati hosszúság 48° 17′ koordinátákon 390 tengeri mérföldre keletre Montevideótól. A brit hajók rádiósai egy összecsapás során előfordulható jelzések leadását gyakorolták a reggeli szürkületben, majd 05:40-kor a készültségi fokuk ismét a szokásos szintre állt vissza. A raj ismét vonalba rendeződött, Ajax, Achilles, Exeter sorrendben és cikkcakkban kelet-északkeleti irányba haladt 14 csomós sebességgel.
Brit oldalon elsőként a brit zászlóshajóról észlelte Swanston jelzőőr 06:04-kor a felpörgetett dízelmotorok által hirtelen kibocsátott sűrű füstöt és ezt jelentette is a hídnak, de ekkor még nem tulajdonítottak nagy jelentőséget a hírnek.  Pár perccel később, 06:10-kor az Ajaxon mégis figyelmesek lettek az északkeleti irányban, bal oldalon feltűnt füstre, majd 06:11-kor az Exeter vont fel egy zászlójelzést a saját észlelését jelentve (Smoke bearing 320 degrees). Harwood 06:14-kor utasította az Exeter parancsnokát, Bell kapitányt (captain), hogy hajójával közelítse meg az észlelt gőzöst és amennyiben az egy a La Plata felé tartó brit kereskedelmi hajó, úgy adjon le neki jelzést (azaz bízza meg egy kódolt üzenet brit külképviselethez való eljuttatásával). Két perccel később Bell így jelzett vissza: „Azt hiszem egy zsebcsatahajó az” ("I think it is a pocket-battleship"), majd elrendelte az „N” betűt jelző zászló felvonását a keresztárbócra, ami az ellenség a láthatáron ("Enemy in sight") jelentéssel bírt. A rádióüzenet vételezésével egyidőben már a két könnyűcirkálóról is azonosítani tudták a német hadihajót. A riadó elrendelésekor az Achillesen felvonták az új-zélandi zászlót is.

### Az összecsapás

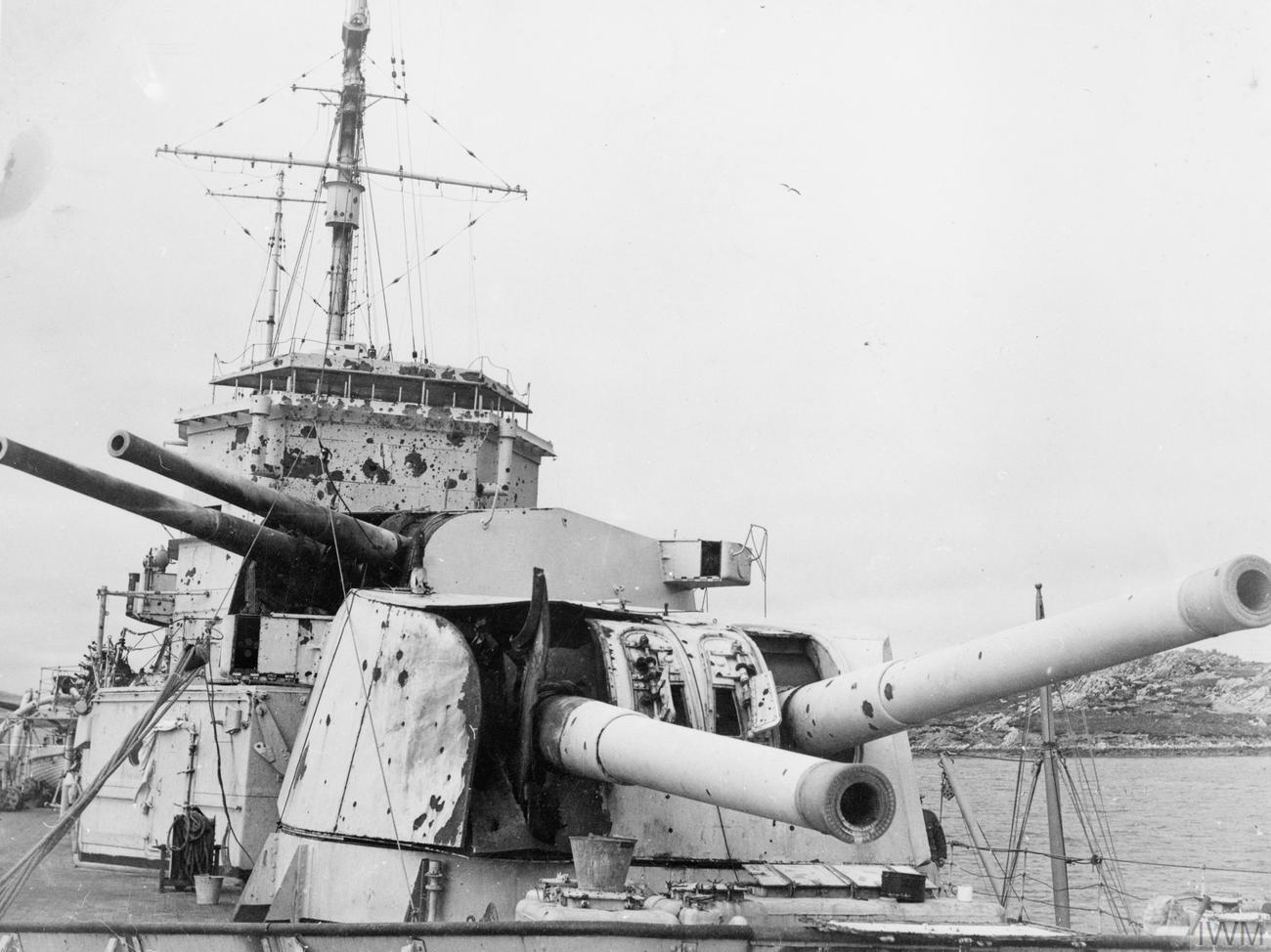
Az Exeter kilőtt elülső lövegtornyai, mögöttük a repeszek lyuggatta parancsnoki híd

06:17-kor a Graf Spee 206 hm (20,6 km) távolságból tüzet nyitott a 28 cm-es ágyúival a fő ellenfélként azonosított Exeterre, majd másodlagos tüzérségével a hamarosan közelebb érő könnyűcirkálókra. Az első lövegtornya azonban a kritikus pillanatban beragadt és annak lövegei az ütközet első pár percében nem tudtak részt venni.
Az Exeterre leadott első sortűz három lövedéke nem egész 300 méterre csapódott be. A britek az előzetesen kidolgozott tervük végrehajtásába kezdtek: az Exeter északnyugatnak fordult, míg az Ajax és az Achilles északkeletnek kanyarodott, hogy ezzel megosszák a Graf Spee tüzét. A brit cirkálók sebessége már a 25 csomót is meghaladta, mikor az Exeter első lövetornyai 06:20-kor (17 100 m távolságból), az Achilles 06:21-kor, az Exeter hátulsó lövegtornya 06:22-kor és az Ajax 06:23-kor megnyitotta a tüzet. Így öt percen belül mindegyik hajó bekapcsolódott a küzdelembe. Richard Jennings korvettkapitány, az Exeter tüzértisztje erre így emlékezett vissza:
"Ahogy az iránytűplatformon [a tűzvezetés irányítóközpontjában lévő harcállásához] mentem át a kapitány felém kiáltott, de nem a megszokott 'Ellenség a láthatáron, irány, stb.' zagyvasággal, hanem hogy 'Az átkozott Scheer van ott! Tüzet nyitni rá!”' A csata ideje alatt az Exeteren úgy vélték, hogy az Admiral von Scheerrel [sic!] harcolnak. De az ellenséges hajó neve valójában Graf Spee volt."
A két könnyűcirkáló különállóan nyitott tüzet, de hamarosan rádiókapcsolatot hoztak létre a tűzvezetésük egységesítésére és 06:25-től koncentráltan lőtték a sortüzeiket.
A Graf Spee tüze az első lövések leadásától pontos volt és már a harmadik sortüzével villába fogta az Exetert. 06:23-kor az egyik 28 cm-es lövedék közvetlenül a brit nehézcirkáló mellett csapódott be. A felrobbanó lövedék szilánkjai kioltották az itteni torpedóvető csövek kezelőinek életét, megrongálták a hajó kommunikációs berendezéseit, a hajó kéményét a keresőfényekkel és tönkretették a Walrus hidroplánját épp mielőtt katapulttal felküldték volna, hogy a tüzérségi tüzet irányíthassa. Három perccel később az Exeter "B" jelű lövegtornya kapott közvetlen találatot, ami által annak lövegei harcképtelenné váltak. A lövegtornyon szétrobbanó lövedék repeszei elárasztották a hidat, amitől az ott tartózkodók közül a parancsnokot és két másik személyt leszámítva mindenki meghalt vagy megsebesült. Bell kapitány kommunikációs berendezései tönkrementek, ezért a hátulsó parancsnoki állásba ment, hogy onnan irányítsa tovább hajója küzdelmét. Alig hagyta el a parancsnoki hidat, mikor egy víz alatti találat következtében a hajó az orránál kezdett jobbra dőlni. A hátulsó parancsnoki állást a kormányzóállással összekötő kommunikációs vonalak szintén megsérültek, így a hajót futárok láncolatának segítségével kormányozták a csata hátralévő részében.

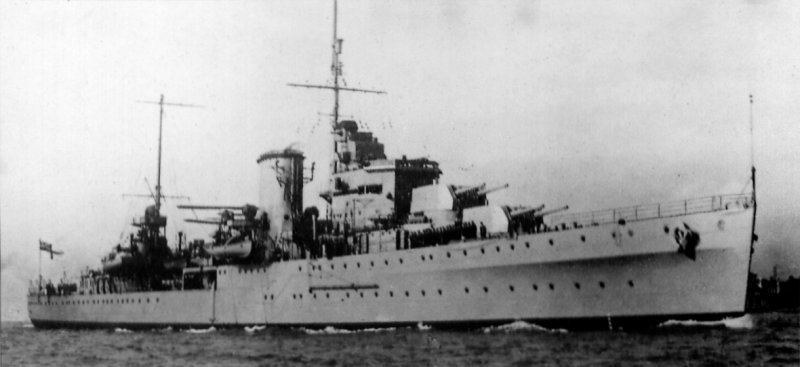
Az Ajax könnyűcirkáló, Harwood zászlóshajója

Eközben az Ajax és az Achilles 12 000 méterre (13 000 yard) megközelítették a Graf Speet és közben eléje kerültek, amivel elérték, hogy az 06:30-tól kezdődően időnként feléjük fordítsa a fő lövegeit, miközben addig csak a 15 cm-es ágyúit vetette be ellenük. Az Ajaxot hamar háromszor villába fogta, mire az az Achillesszel együtt kitérő manővert hajtott végre enyhén jobbra. 06:32-kor az Exeter két torpedót lőtt ki a jobb oldali torpedóvető csöveiből, de egyik sem talált.
A Graf Spee füstfüggöny leple alatt tért ki előlük 06:36-kor északnyugatnak fordulva. Erre reagálva a könnyűcirkálók előbb északi, majd 06:46-tól (06:56-tól) északnyugati irányra állva igazodtak a menetirányához, hogy maguktól bal oldalon elől tartsák és teljes sortüzeket lőhessenek rá.

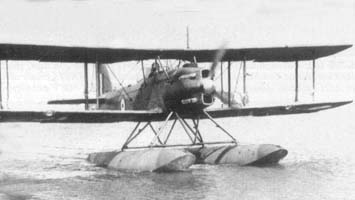
Fairey Seafox hidroplán

06:37-kor az Ajax katapultja felküldte a Fairey Seafox típusú hidroplánját tüzérségi megfigyelést végezni. A repülőgépet a Graf Spee heves légvédelme folyamatosan nagy távolság tartására tudta kényszeríteni. Közben 06:46-kor az Achillesnek a rádiókészüléke, mely az Ajaxról érkező tüzérségi utasításokat vételezte, meghibásodott. Emiatt az Achilles visszaállt önálló tűzvezetésre és a sortüzei ezt követően rövidek lettek. A repülőgépen nem tudtak az Achilles problémáiról, ami komoly félreértéshez vezetett. Ugyanis annak rövidre sikerült sortüzeiről azt hitték, hogy az a saját jelentéseik alapján leadott sortüzek eredménye és a szükséges korrekciókat ehhez mérten továbbították az Ajaxnak. Az Ajax pedig, miután nem tudtak arról, hogy az Achilles tűzvezetése önállósította magát, a repülőgéptől kapott jelentések alapján módosította a célzást. Ennek eredménye az lett, hogy az Ajax jelentősen túllőtt a célponton és egészen 07:08-ig eltartott, míg ismét belőtte magát.
Még az Ajax hidroplánjának felküldésével egyidőben, 06:38-kor az Exeter úgy kanyarodott, hogy a bal oldali torpedóvető csöveit bevethesse és közben két közvetlen nehézgránát találata érte. Az első az "A" jelű tornyot tette használhatatlanná, a másik a hajótestbe behatolva okozott tüzeket. Az így súlyos sérüléseket elszenvedett Exeternek már csak az "Y" jelű (hátsó) lövegtornya volt harcképes helyi irányítással. Ehhez Jennings tüzértiszt az egyik keresőfény nyitott platformjáról kiáltotta le az utasításokat a toronyhoz. Az Exeter a vízbetörésektől 7°-kal megdőlt és az irányításához a hátsó parancsnoki állás girószkópos iránytűinek kiesése miatt vészmegoldásként az egyik csónak iránytűjét használták. Az Exeter 06:43-kor lőtte ki a torpedókat a bal oldali kivető csövekből, majd pár perc múlva nyugati irányra állt és így párhuzamosan haladt a Graf Speevel.

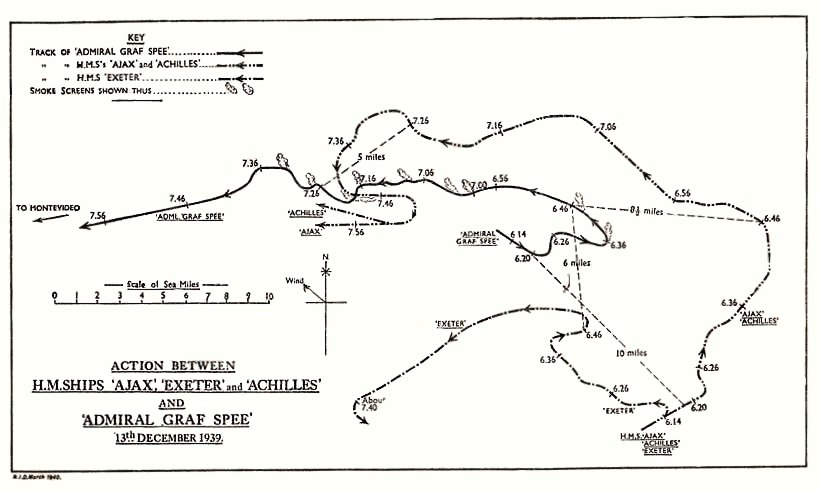
Brit vázlat az összecsapásról

06:46-kor az Ajax és az Achilles nyugat-északnyugatnak kanyarodott, hogy hátsó lövegtornyaikat is bevetve teljes sortüzeket lőhessenek. A Graf Spee a brit megfigyelések szerint manőverezni kezdett, hogy ezzel zavarja a tüzüket, majd 07:00-tól kezdődően füstfüggönybe burkolózott. Langsdorff ezeket a manővereket azzal indokolta, hogy megzavarják a brit könnyűcirkálókat a torpedótámadások végrehajtásában. Ez a gyakori irányváltás és a nehéztüzérség már korábban is elrendelt többszöri célváltása a tüzértiszt, Ascher fregattkapitány beszámolója szerint jelentősen lerontotta a német hajó tüzérségi teljesítményét, mivel állandóan újra be kellett lőnie magát és eküzben a célzást is erősen nehezítették a kanyarodások. Az összecsapást német részről 1940 áprilisában elemző Herrmann von Fischel altengernagy megállapítása szerint a torpedók elhárítása céljából végrehajtott manőverek teljesen indokolatlanok voltak, egyrészt mivel azokat még jóval a torpedók hatótávolságán kívül megkezdték, másrészt azok találati esélye az összecsapás későbbi, kisebb távolságaiból is elhanyagolható volt. Feltevések szerint Langsdorff erősen kritizálható döntéseiben közrejátszhatott, hogy a jobb rálátás érdekében a páncélozott parancsnoki torony helyett a nyílt hajóhídon állva két alkalommal is megsebesült. Első alkalommal a karján és a vállán sebesült meg és átmeneti orvosi ellátásban részesült. Röviddel ezután még mindig a nyílt hajóhídon tartózkodva egy közelben robbanó lövedék légnyomása taszította falnak és ettől rövid időre eszméletét veszítette.
06:50-kor az Exeter is nyugati irányra állt és közel párhuzamosan haladt a Graf Speevel úgy helyezkedve, hogy a még harcképes hátulsó lövegtornyát feléje tudja fordítani. Az erősen a jobb oldalára megdőlt nehézcirkálóba folyamatosan jutott be a víz, azonban még mindig teljes sebességgel volt képes haladni és az egyetlen megmaradt lövegtornyával folytatni a harcot. A Graf Spee továbbra is tűz alatt tartotta, de ekkortájt a sortüzei jelentősen túllőttek rajta.
07:10-kor a könnyűcirkálók 16 000 yardra (14 630 m) voltak a Graf Speetől, ezért Harwood úgy döntött, hogy északnyugati irányból nyugatira vált és így gyorsan csökkenti a távolságot, még ha ez azzal is jár, hogy egy ideig a hátsó lövegtornyokat nem tudja bevetni. 07:16-kor a Graf Spee füstfüggöny takarásában élesen balra (délnek) kanyarodott, de négy perccel később északnyugati irányra állt és így a nehéztüzérségének mindkét lövegtornyát a könnyűcirkálókra irányozhatta. A nehéztüzérségének az Ajaxra 10 km távolságból leadott sortüzei hamar háromszor is villába fogták a célpontot, de a 15 cm-es lövedékek a két könnyűcirkáló között és azokon túl landoltak rendszeresen. 07:20-kor a könnyűcirkálók északnak fordultak, így ezek is teljes sortüzeket lőhettek és brit megfigyelések szerint a Graf Spee közepén egy találat tüzet okozott. A britek úgy vélték, hogy a németek szándéka a délnek való kanyarodással az Exeter elpusztítása volt, amit szerintük a könnyűcirkálók fellépése akadályozott meg azzal, hogy a nehéz lövegeinek tüzét magukra vonták. A német beszámolók szerint Langsdorffnak nem volt ilyen szándéka. Parancsnokának sokszor kritizált döntésével kapcsolatban adjutánsa, Kurt Diggins így vázolta fel annak gondolkodási módját:
"Nem ment utána az Exeternek, mivel harcképtelenné vált, és miért kellene nekem [Langsdorffnak] egy hajót elsüllyesztenem, amelyen hat-, hétszáz ember veszítené az életét?"
Az ütközetről belső értékelést készítő Herrmann von Fischel altengernagy tanulmányában megemlítette, hogy az egyik cirkáló parancsnokának észrevétele szerint Langsdorff az előírásoknak megfelelően járt el, mikor nem törekedett az Exeter megsemmisítésére, mivel az abban foglaltak szerint az ellenséges egységek harcképtelenné tétele volt meghatározva elérendő célként, nem pedig azok megsemmisítése. Langsdorff saját humánus beállítottságán túl ez is közrejátszhatott a cselekedeteiben. Az altengernagy értekezése végén az előírások módosítását ajánlotta a további hasonló félreértések elkerülése érdekében.
Harwood a Graf Spee közeledési kísérletéből úgy ítélte meg, hogy az Exeter helyett az ő divíziójával akar megküzdeni és ehhez tartani fogja az északnyugati irányt. Ezért 07:24-kor az Ajax-szal jobbra (északkeletnek) fordult és négy torpedót lőtt ki 8000 m távolságból. A Graf Speeről a brit jelentés szerint láthatták a torpedók kilövését, mert a német hadihajó azonnal 130 fokkal balra fordult, azonban három perc múlva visszatért az északnyugati irányra.
A torpedók kilövése utáni percben, 07:25-kor érte az Ajaxot az első találat. A késleltetett robbanású páncéltörő lövedék a hátsó felépítményt érte és több kabinon, majd az "X" jelű lövegtorony alatt haladt át, végül Harwood hálókabinjában robbant fel. Az "X" lövegtorony gépeit áthaladás közben kiiktatta és az egyik nagyobb repesze a az "Y" lövegtorony barbettáját érte és megakasztotta azt. A "X" toronyban négyen veszítették életüktet és hatan megsebesültek. Ez az egy találat egyszerre két lövegtornyot tett harcképtelenné.
Időközben az Exeter egyre inkább lemaradozott, mivel az orrába betörő víz miatt mérsékelnie kellett a sebességét. A hátsó lövegtornya 07:30-ig folytatta a harcot, de ekkor egy a közelében becsapódó német nehézgránát által keltett és a hajón aláhulló vízoszlop rövidzárlatot okozott ezen utolsó lövegtoronynál, így harcképtelenné vált. Ezért 07:40-kor délkeleti irányba, a Falkland-szigetek felé kanyarodva, alacsony sebességgel haladva vált ki a harcból és útközben próbálta kijavítani a sérüléseit.
Az Ajax és az Achilles 07:28-kor ismét a Graf Speehez közelebb vivő délnyugati irányra állt. A hidroplán pár perccel később, 07:31-kor rádión jelezte nekik, hogy torpedók tartanak feléjük, de előttük fognak elhaladni. Harwood nem akar kockázatot vállalni, ezért déli irányra állt át. Így gyorsan közeledett a Graf Speehez és hogy az Achilles ne maradjon a takarásában, utasította, hogy a zászlóshajója farvizét keresztezve annak jobb oldalára helyezkedjen.
A Graf Spee 07:32-kor nyugatnak fordult és cikkcakkban haladva igyekezett zavarni az ellenség tüzét, majd 07:36-kor délnyugati irányra váltott, hogy teljes sortüzeket lőhessen a britekre. 07:38-ra a távolság 8000 yardra (7200 m) csökkent mikor tüzet nyitott. Harwood ekkor olyan információkat kapott, miszerint az Ajax lőszerkészlete 20%-ára csökkent és a "B" lövegtorony egyik lőszerfelvonójának meghibásodása miatt annak csak egyik lövege – így összesen csak három – harcképes. Mivel a németek továbbra is nagyon pontosan lőttek és a hajójuk sem mutatta jelentősebb sérülések jeleit, Harwood úgy döntött, hogy a nappali harcot beszünteti és csak sötétedés után próbálja ismét megközelíteni őket. Ebből a megfontolásból 07:40-kor – egyidőben az Exeter visszavonulásával – a két könnyűcirkáló füstfelhőbe burkolta magát és keleti irányba kanyarodva tért ki a német tűz elől. A Graf Spee egyik utolsó sortüzéből egy lövedék az Ajax főárbócának csúcsát vitte el és az összes antennáját tönkretette. Ezeket hamarosan rögtönzött antennákkal sikerült helyettesíteni. Harwood előadása szerint az csak később derült ki, hogy a lőszerkészletre vonatkozó jelentés csak az "A" jelű lövegtorony készletére vonatkozott, mely 81 percen át folyamatosan tüzelt.
Azzal, hogy az Exeter kivált a küzdelemből, a két brit könnyűcirkáló pedig közel került hozzá, a Graf Spee a lényegében sértetlen tüzérségének teljes erejével megsemmisítő csapást mérhetett volna rájuk, ha a kitérő manőverükhöz igazodva próbálja őket a lőtávolságán belül tartani. Ehelyett azonban tovább haladt nyugati irányba. Ez a magatartás meglepően hatott a britek számára. Az Achilles parancsnoka, Parry kapitány később ezt írta:
„Mind a mai napig nem tudom, hogy az Admiral Graf Spee miért nem rendezett le minket az Ajaxon és az Achillesen miután végzett az Exeterrel.”

### Veszteségek

#### Brit oldal
Az összecsapás az Exeter kiválása után lényegében véget ért és a brit könnyűcirkálók ezután a német cirkáló szemmel tartására szorítkoztak, amit sebességi fölényük révén tetszés szerint kivitelezhettek.
Az ütközet napján 72 brit és 36 német tengerész vesztette életét, összesen 108 ember. A legsúlyosabb károkat szenvedő Exetert kilenc találat érte, az első kettő a két elülső lövegtornyot iktatta ki, a harmadik és negyedik víz alatti találatok voltak a hajó középső részén, az ötödik az elülső felépítményt, a hatodik a vízvonal felett a daru magasságában (közvetlenül a harmadik találat felett), a hetedik és nyolcadik a hajóorrt, míg a kilencedik a két elülső lövegtorony között érte. A legnagyobb emberveszteséget ezt az egységet érte, 61 fő esett el és 23 sebesült meg az ütközet napján.
Az Ajaxot két találat érte. Az első kiiktatta a két hátulsó lövegtornyát, a második pedig már a harc elől való kitérésekor a főárbócát törte ketté. Fedélzetén heten estek el, ketten megsebesültek.
A brit hajók közül az Achilles csak könnyebben sérült meg egy mellette becsapódó lövedék repeszeitől, ami négy tengerésze életét oltotta ki és hármat megsebesített.

#### Német oldal
A Graf Speet összesen 20 találat érte. Az Exeter 203 mm-es lövedékei közül kettő találta el, a német jelentések szerint az első a hajótest bal oldalán a páncélfedélzet felett átütötte az övpáncélzatot és a válaszfalak között robbant fel, a második a tengernagyi hidat (Admiralsbrücke) ütötte át. Egyes források a kémény tövénél becsapódó és az üzemanyagtisztító-rendszer károsodását okozó találatot is az Exeter egyik 203 mm-es lövedékének tudják be, ami miatt csak egy napra való használható üzemanyaga maradt. Ezt az először kritikusnak vélt, csak kikötőben javíthatónak vélt kárt később Montevideóban sikerült fedélzeti eszközökkel kijavítani.
A könnyűcirkálók 152 mm-es lövedékei közül 18 találta el. Az elülső lövegtornyot egy, a hátulsót két lövedékük érte, ezek bármiféle károkozás nélkül pattantak le a vastag páncélzatról. Az orr-rész bal oldalát eltaláló egyik gránát nagy lyukat ütött a vízvonal felett, tönkretéve a hajókonyhát és az élelmiszerkészletek jelentős részét. Az ember nagyságú lyukon keresztül nagyobb hullámzás esetén jelentős mennyiségű víz juthatott be, ami korlátozta a mozgási szabadságát.
A hajó közelében becsapódó lövedékek repeszei számos kisebb méretű lyukat ütöttek a hajótesten, többnyire a vízvonal felett illetve a felépítmény tornyán és tönkretették a fő távmérőt.
A német legénységből 36 fő esett el és 59 sebesült meg. Az egyik montevideói kórházba átszálltott súlyos sérültek közül később négyen szintén elhunytak.
A feltételezett gáztámadás

A német legénység néhány tagjánál a sárgakeresztes gáz által okozott tünetekhez erősen hasonlítókat figyeltek meg, ami alapján felvetődött a gyanú, hogy a britek gáztartalmú lövedékeket vetettek be. A montevideói német nagykövet, Otto Langmann a brit gáztámadást jelentette Berlinnek. December 17-én Joseph Goebbels propagandaminiszter a naplójába a következőt jegyezte fel:
"Tegnap: Az angolok a ›Graf Spee‹ elleni tengeri ütközetben a legkifogástalanabb bizonyítékok alapján mustárgázt alkalmaztak. Kellőképpen pellengére fogom állíttatni őket ezért."
Az uruguayi részről az ügyet vizsgáló (német származású) Walther Meerhoff professzor hezitált az egyértelmű diagnózis kiállításával. Ő így fogalmazott:
"Az elkészített fényképek alapos tanulmányozása után az a véleményem, hogy a Graf Spee matrózainak sérülései tipikusan mustárból készült diklóretilszulfid-gáz okozta sérülések, habár szeretném, hogy ebben tévedjek."
A német sajtóban megjelent vádakat a britek azonnal és határozottan tagadták. A Graf Spee vezető mérnöke, Karl Klepp korvettkapitány hamarosan megállapította, hogy az összes ilyen jellegű sérülést szerzett személy érintkezésbe került egy a tűzoltásra alkalmazott és eddig tengeri viszonyok között alig kipróbált vegyi anyaggal, az ardexinnel, amit a robbanások juttattak a levegőbe, miután az egyik csővezetékét egy találat eltörte. Az anyag nedvességgel érintkezve a sárgakeresztes gázéhoz hasonló maró sérüléseket okozott. Ennek a kiderülése után az ügyben titoktartást rendeltek el.

## A „követés”

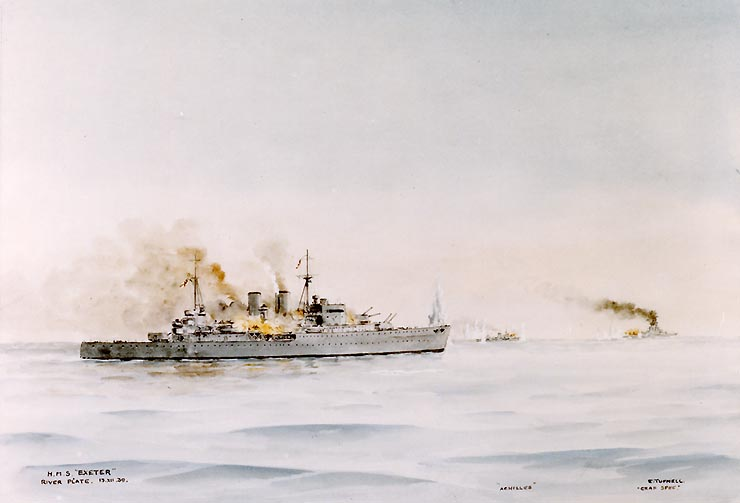
Festmény a La Plata-i csatáról, előtérben az Exeterrel, jobb oldalon pedig a Graf Speevel

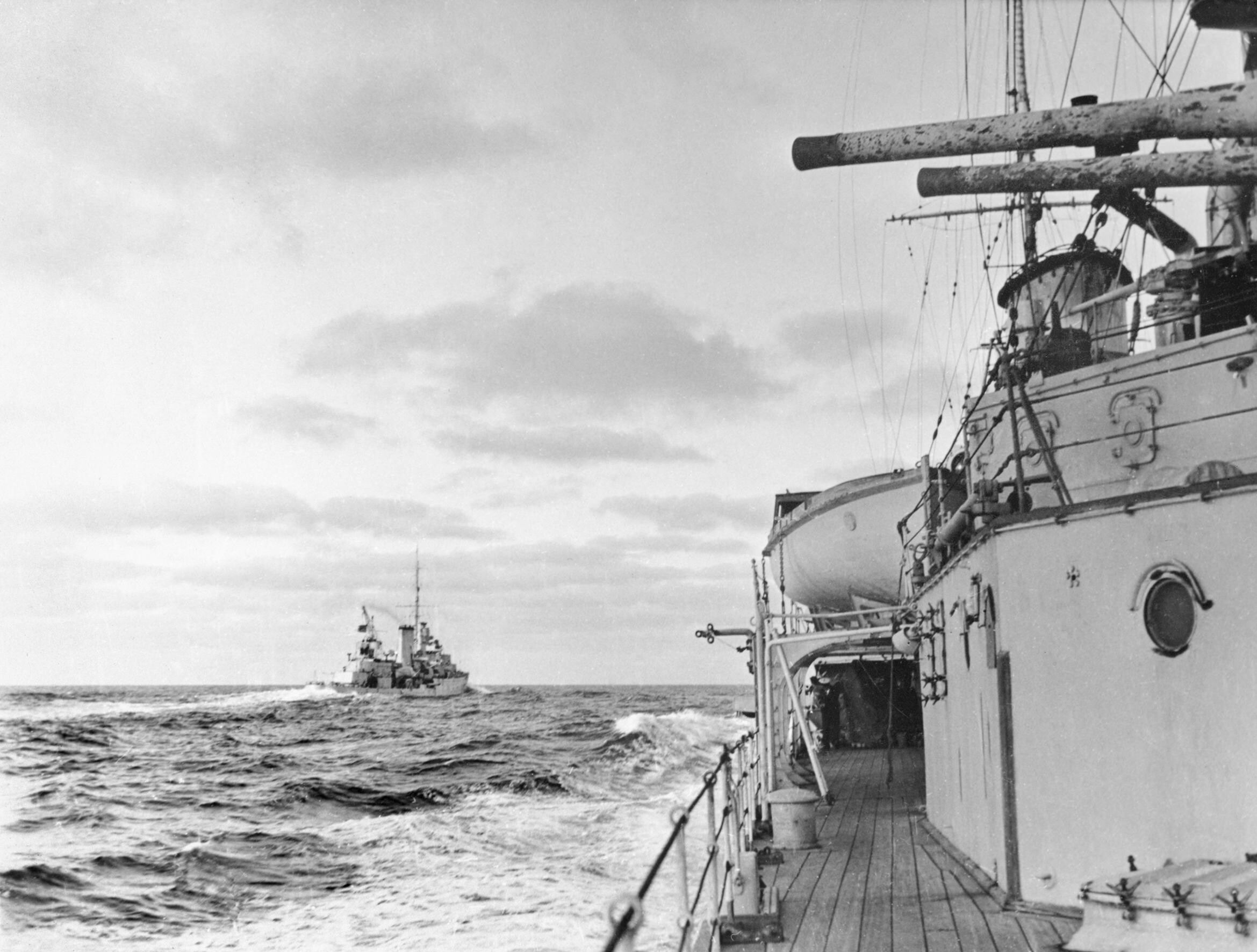
Az Achilles az Ajaxról fényképezve
a Graf Spee követése közben

Harwood miután a füst leple alatt hat percen át kitérő manővert folytatott, ismét nyugati irányra állt és utasította az Achillest, hogy a Graf Spee mögött jobbra helyezkedjen, míg ő a zászlóshajóval amögött balra helyezkedett és ebben a felállásban követték 15 tmf (28 km) távolságot tartva. A könnyűcirkálók 08:07-től rádión  folyamatosan jelentették a Graf Spee pozícióját a brit kereskedelmi hajóknak illetve a nap folyamán két esetben az admiralitásnak.
A Graf Spee 07:40 körüli meghátrálásuk után valóban nem próbálta fenntartani a harcérintkezést a britekkel feléjük kanyarodva, hanem tovább haladt 22 csomós sebességgel nyugati irányba, a La Plata felé. A németek ugyanis nem voltak tudatában az Exetert ért súlyos károknak és számítottak rá, hogy később még be fog csatlakozni a küzdelembe.
A harcban 08:00 után beálló szünet alatt Langsdorff felmérette a keletkezett károkat. Ebből arra jutottak, hogy a hajót ért találatok jórészt nem okoztak komoly károkat, viszont az Atlanti-óceánon való hosszabb portyázást együttesen nem tették lehetővé. Az olajtisztító berendezést ért sérülés a hajtóművek középtávú kiesésével járt, amihez járult még a víztisztító berendezést, az elektromos vezetékeket, a vízműveket, a hajókonyhát és a pékséget ért rongálódás. Akkor úgy találták, hogy mindezeket nem lehet fedélzeti eszközökkel kijavítani és ebben az állapotában a hajó nem volt már alkalmas az óceánon való hajózásra. Langsdorff úgy döntött, hogy egy semleges kikötőbe hajózik, ahol a nemzetközi egyezményeknek megfelelően lehetősége lesz a hajót ért károk kijavítására.
Szóba jöhető kikötőként – Montevideo és Buenos Aires mellett először felvetődött még a brazil Rio Grande do Sul és az argentin Puerto Belgrano kikötője. Előbbi azonban 326 tmf távolságra északi, utóbbi 415 tmf távolságra volt déli irányban. A vezető mérnök Klepp korvettkapitány, itt felhívta a figyelmet a hajó gépeinek korlátozott terhelhetőségére és a gépi alkatrészeken felfedezett repedésekre, valamint a szükös felhasználható (megtisztított) üzemanyagkészletre, amik miatt csak 17 csomós sebességgel haladhattak. A brazil város politikai okok miatt esett ki a lehetőségek közül, Puerto Belgrano pedig 24 órai útra lett volna. A két megmaradt lehetőség, Buenos Aires és Montevideo közül Langsdorff az utóbbi mellett döntött. Montevideo mellett a rövidebb távolságon kívül azért is döntöttek az argentin fővárossal szemben, mert Buenos Aires előtt a tölcsértorkolat mélysége alig haladta meg sok helyütt a hét métert és mivel a Graf Spee hűtővíz beszívó nyílásai a hajófenéken voltak, ez azzal a veszéllyel járt volna, hogy az iszapos víz beszívása miatt a hajó gépei tönkremennek. A Graf Spee navigációs tisztje, Wattenberg korvettkapitány a parancsnoka döntésére a következőképpen emlékezett vissza:
 „Mikor Langsdorff a hídra érkezett, megállapította, hogy a károkat saját eszközökkel nem lehet kijavítani és szükséges egy kikötő felkeresése ezek elvégzéséhez. El kellett dönteni, hogy Montevideo vagy Buenos Aires jöhet-e itt szóba. Ebben a pillanatban érkezett meg Ascher fregattkapitány, akit Langsdorff hivatott. Röviden beszéltem vele a térképszobában miután Langsdorff egy olyan kikötőbe való befutásra adott ki parancsot, ami egyikünknek sem nyerte el a tetszését. Az volt a benyomásunk, hogy Langsdorff épp úgy akar eljárni, mint a brit cirkálók, amik gyakran befutottak Rio de Janeiróba, Montevideóba vagy más kikötőkbe. Eddig Langsdorff olyan kiválóan vezette a hajót, hogy úgy gondoltuk, tudnia kell, mit tesz. Később megbántuk, hogy nem tartottuk vissza ettől a végzetes tévedéstől.”
Miután Langsdorff helyi idő szerint reggel 08:15-kor már értesítette a Seekriegsleitungot az ütközetről, este 19:30-kor egy újabb üzenetben beszámolt az elszenvedett találatok számáról és a sérülésekről, valamint arról a szándékáról, hogy Montevideóba tervez elhajózni. A Seekriegsleitung még aznap este küldött üzenetében jóváhagyta a döntést. Klaus Neumann történész meglátása szerint, ha a Seekriegsleitung tisztában volt az Uruguayban tapasztalható erős brit befolyással és valójában (egy a napokban született értékelésben) úgy ítélte meg, hogy a hadihajó ottani kijavítása elé a kormányzat akadályokat gördíthet, akkor miért nem figyelmeztette Langsdorffot erről a veszélyről. Ennek fényében Montevideo helyett tanácsolhatták volna neki az argentin Puerto Belgranót.
09:12-kor az Ajax fedélzetére vette a hidroplánját, majd folytatta a követést. 09:46-kor Harwood utasította a Falkland-szigeteken lévő Cumberland nehézcirkálót, hogy a legnagyobb elérhető sebességével induljon meg a La Plata felé. A cirkáló 12:00-kor hagyta el Port Stanley-t és 34 órás erőltetett menetben ért fel másnap este a torkolathoz. Az admiralitás támogatásul 3000 mérföldön belül lévő hajókat rendelt a La Platához.
A Graf Spee sebességét túlbecsülő és ezért annál gyorsabban haladó Achilles 23 000 yardra (kb. 21 km) került tőle, mire a német hajó irányt változtatva 10:05-kor két háromágyús sortüzet adott le rá. Az első nagyon rövid volt, de az annak leérkezése után korrigált második sortűz már közel csapódott be mellé. Az Achilles füstfelhőbe burkolózva, teljes sebességre kapcsolva tért ki és ezután tisztes távolságot tartva folytatta a követést.
11:00 körül a Graf Speeről egy brit teherhajót, a Shakespeare-t (5029 BRT) pillantottak meg és megállásra szólították fel, mire az leállította a hajtóműveit. Pár perc múlva a németek rádión üzenetet küldtek az Ajaxnak az 500 kHz-es nemzetközi frekvencián a hajók háború előtti hívójelét használva a következő tartalommal: „Kérem vegye fel az angol gőzhajó mentőcsónakjait.” Az üzenetben saját hajójukra a németek a DTGS hívójelet használták. Harwood az üzenetre nem válaszolt, de az utolsó két betűből megtudta, hogy a Graf Spee az ellenfele. A Shakespeare legénysége épp már a mentőcsónakokba készülődött beszállni, mikor a német feltételezések szerint az egyik brit cirkáló rádión való felszólításának eleget téve mégsem hagyták el a hajójukat. Langsdorff, aki nem akart diplomáciai bonyodalmat az uruguayi partok közelében, hagyta továbbhaladni a teherhajót.
A német hadihajó egyik rádiósa, Herbert Fröhlich hadnagy (Oberfunkmeister) elmondása szerint 13:05-kor Langsdorff az Altmarkkal megegyezett külön frekvencián, külön a két hajó számára megegyezett rejtjelezéssel üzenetet küldetett Dau kapitánynak, melyben az ellátóhajót elbocsátotta. Fröhlich értelmezésében ezzel a döntéssel, melyet Langsdorff a tiszttársaival nem osztott meg, lényegében szükségtelenül véget vetett a Graf Spee cirkálóháborújának és ezután Montevideóból kifutva nem lett volna már esélye a hazatérésre.
A német hajó britek általi követése folytatódott a nap további részében egészen 19:15-ig, mikor a Graf Spee megfordult és 26 000 yardról (23 500 m) tüzet nyitott az Ajaxra. A brit cirkáló ismét füstfüggöny leple alatt tért ki.
Ekkor már egyértelművé vált a britek számára, hogy a Graf Spee célja a La Plata elérése volt. Mivel a tölcsértorkolatban voltak homokpadok, Harwood az Achillest a Graf Spee követésére utasította, míg ő maga az Ajax-szal úgy helyezkedett, hogy a többi kivezető csatornát szemmel tudja tartani arra az esetre, ha ezek valamelyikén hamar el akarna távozni. A nap 20:48-kor nyugodott le, kiemelve a britektől nyugatra lévő Graf Spee sziluettjét. Az Achilles ekkor ismét csökkentette a távolságot és rövid tűzharcra került sor, melynek során az Achilles öt, a Graf Spee három sortüzet adott le. A brit cirkáló a közelében becsapódó lövedékek miatt kitérésre kényszerült. Az eseményeket Punta del Este üdülőhelyről több ezer nézelődő is jól láthatta és sokan ezt hitték a fő összecsapásnak. A németek 21:00 és 21:30 között három további sortüzet adtak le, amivel az Achillest igyekeztek távoltartani maguktól, ennek ellenére a brit cirkáló 22:00-ra 9000 méterre megközelítette. Mivel ekkorra már az is nyilvánvalóvá vált, hogy a németek Montevideóba tartanak, Harwood a követéssel való felhagyásra utasította az Achillest és a két brit cirkáló külön maradva a Montevideótól kivezető csatornák szemmel tartására helyezkedett.
Az Graf Spee Montevideo kikötőjében december 14-én éjjeli 00:10-kor vetett horgonyt. Ez a lépés politikai hibának bizonyult, mivel bár Uruguay semleges állam volt, a britek jelentős befolyással bírtak az országban és emiatt nekik kedvezett. A fővárosban lévő brit kórház például, ahova a harc sebesültjeit is vitték, a város vezető kórháza volt. A 200 mérfölddel délebbre lévő argentin Mar del Plata kikötője sokkal kedvezőbb választás lett volna a németek számára. Amennyiben a Graf Spee másnap elhagyta volna a kikötőt, a sérült Ajax és Achilles lettek volna az egyetlen brit hadihajók, melyek felléphettek volna vele szemben.

## A montevideói csapda

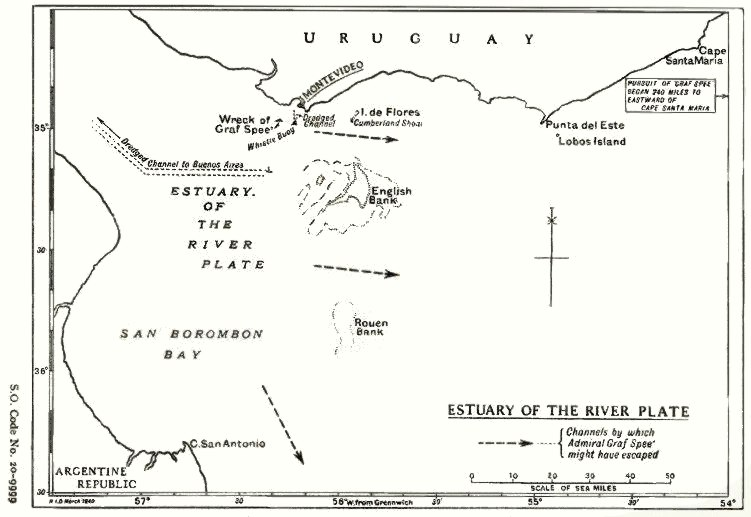
A Río de la Plata és kivezető csatornái

Montevideóban a 13. hágai egyezmény alapján igyekeztek tisztázni a helyzetet. Ennek 12. cikkelye szerint „…egy hadviselő fél hadihajója számára nem engedélyezett az említett állam kikötőiben, révein vagy felségvizein való tartózkodás huszonnégy óránál tovább…”, amit a 14. cikkely a következőképpen módosított: „Egy hadviselő hadihajó nem hosszabbíthatja meg az engedélyezett tartózkodását egy semleges kikötőben, kivéve ha sérülés érte…” A 16. cikkely is ehhez kapcsolódott, melynek egyik része így hangzott: „Egy hadviselő fél hadihajója nem hagyhat el egy semleges kikötőt vagy révet huszonnégy órán át azt követően, hogy egy az ellenfele lobogóját viselő kereskedelmi hajó onnan kihajózott.” A következő napok diplomáciai harcai ezen szabályozásokra hivatkozva zajlottak. A brit diplomaták – látszólag – azon ügyködtek, hogy a Graf Spee minél előbbi távozását elérjék, míg a németek a javítások elvégzéséig akarták meghosszabbíttatni a tartózkodási idejüket.
A németek elengedték a kereskedelmi hajókról átvett 61 brit tengerészt, akiket a kötelezettségeiknek eleget téve a fedélzetükre vettek. A harcban elesett német tengerészek temetésére december 15-én került sor a főváros Cementerio del Norte (Északi temető) nevű temetőjében. 1940-ben még négy súlyos sebesült hunyt el, akiket szintén itt hantoltak el. A brit hajók szabadon engedett tisztjei is részt vettek a temetésen a német legénység és főként a Langsdorff által tanúsított tisztességes bánásmód elismeréseként. Az általuk elhelyezett koszorú szalagján a következő felirat volt olvasható: „a tenger bátor férfiainak az angol kereskedelmi hajózásban szolgáló bajtársaiktól”.
Langsdorff az uruguayi hatóságoktól két hetes tartózkodásra kért engedélyt a szükséges javítások elvégzéséhez. Eleinte az uruguayi brit diplomaták, élükön Eugen Millington-Drake nagykövettel, azt igyekeztek elérni, hogy a Graf Spee azonnal hagyja el a kikötőt. A Londonnal való egyeztetés során tudomására jutott, hogy a térségben nincsenek jelentős brit haditengerészeti erők, de ezután is kitartott a távozást követelő álláspontja mellett abból a taktikai megfontolásból, hogy a németek azt hihessék, a brit erősítések már a közelben vannak. Ezzel egyidőben a britek titokban megszervezték, hogy brit és francia kereskedelmi hajók 24 óránként hagyják el a kikötőt, függetlenül attól, hogy így tervezték-e előzetesen a tartózkodásukat vagy sem. Ezzel a 16.  cikkely rendelkezései léptek érvénybe, ami akadályozta volna a Graf Speet a kihajózásban, ha lettek is volna ilyen szándékai.
Ezzel egyidőben a britek megtévesztő információkat kezdtek el terjeszteni egy nagy erejű brit kötelék érkezéséről, melybe beletartozott a Gibraltárban állomásozó Force H (az Ark Royal repülőgép-hordozóval és a Renown csatacirkálóval), holott valójában december 14-én 22:00 körül egyedül a Falkland-szigetek felől érkező Cumberland nehézcirkáló jelent meg erősítésként. A nehézcirkáló 1014 tengeri mérföldet tett meg 34 óra alatt, átlagban a próbajáratai során mért maximális sebességének 90%-a felett haladva. A Cumberland jóval öregebb volt ugyan az Exeternél, de annál nagyobb volt és erősebb is volt a fegyverzete, mivel hátul volt még egy lövegtornya 203 mm-es ágyúkkal. Azonban hasonlóan az eddigi cirkálókhoz, nagyobb számú lövegei ellenére ez sem vetekedhetett a Graf Spee 28 cm-es ágyúival – és azok pontosságával.
A Force H mellett a Shropshire, Dorsetshire és Neptune cirkálók is úton voltak a La Platához, de csak december 19. után értek volna oda. Előbb csak akkor léphettek volna fel ellene, ha Montevideót északi irányba hagyta volna el és eközben az itteni három cirkáló szemmel tudta volna tartani. Így ekkor a sértetlen és teljes lőszerkészlettel rendelkező Cumberland mellett a megcsappant lőszerkészletű és sérült Ajax és Achilles szállhatott volna szembe a Graf Speevel. A propaganda hatását erősítendő a felségvizek három tengeri mérföldes határán kevéssel túl tartózkodó cirkálóknak meghagyták, hogy nagy kéményfüstöt gerjesszenek és ezáltal jelenlétüket Montevideóból könnyen észlelni lehessen. 1939. december 15-én az Olynthus üzemanyaggal látta el az Ajaxot, ami nehéz műveletnek bizonyult. A hajónak „hurrikánkötelek” igénybevételével sikerült azt kiviteleznie. December 17-én a tartályhajóról az Achilles vételezett üzemanyagot a Rouen-homokpad előtt.

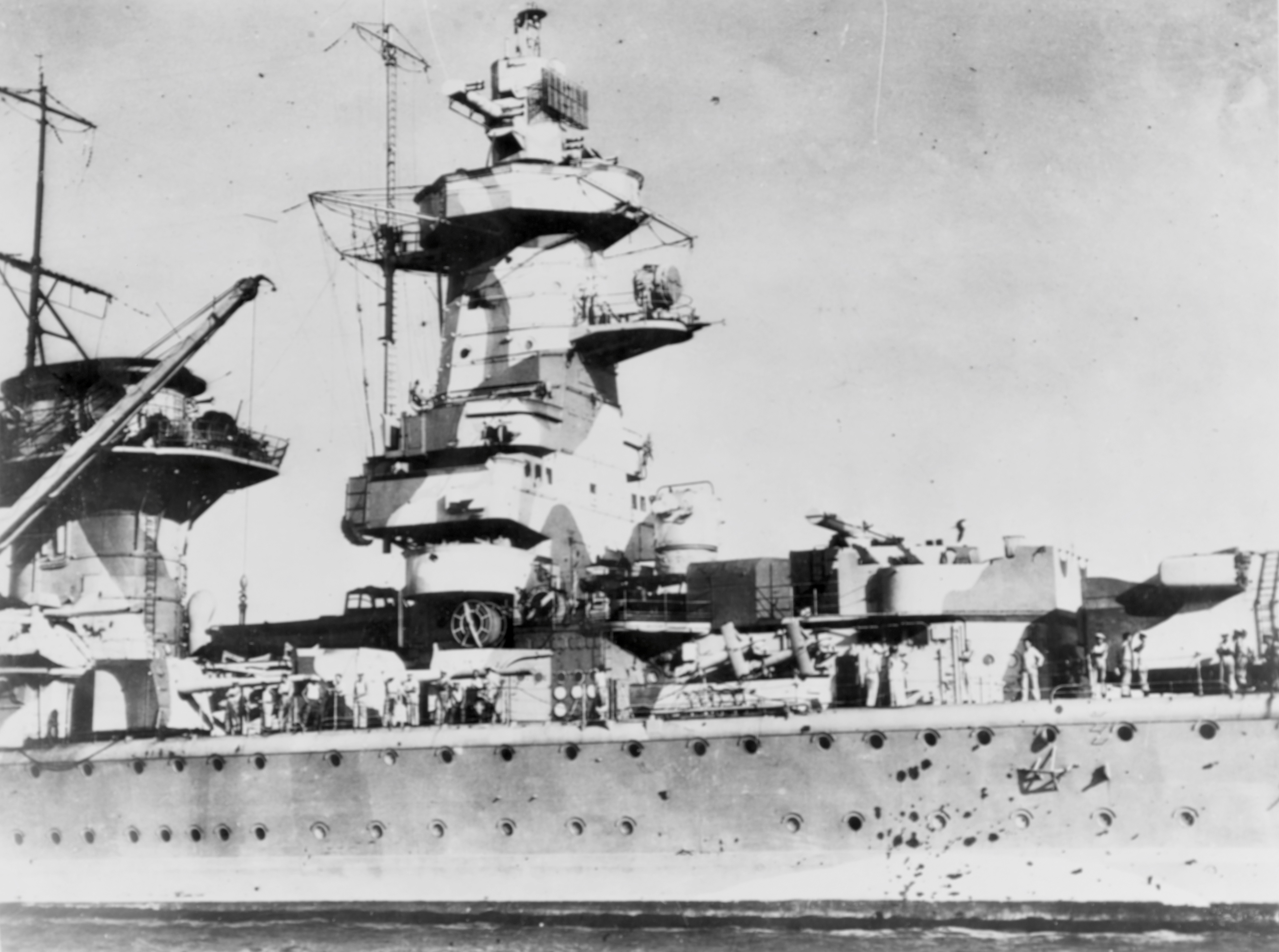
A sérült Admiral Graf Spee Montevideóban

A németeket sikerült megtéveszteni, így arra számítottak, hogy a La Plata elhagyásakor egy jóval erősebb brit kötelékkel kerülnének szembe. A Graf Spee emellett a 28 cm-es lövedékeinek mintegy kétharmadát ellőtte és így már csak 20 percnyi harcra elegendő mennyiség maradt. Ekkora lőszerkészlettel aligha tudta volna kiverekedni magát a La Platáról, nemhogy visszatérhetett volna Németországba. A brit hajók közül ezzel szemben a Cumberland a teljes lőszerkészletével 90 percen át tudott volna harcolni és legalább akkora sebességgel haladni mint a Graf Spee 2000 tengeri mérföldön át.
Amíg a hajója nem tudott kifutni, Langsdorff egyeztetett a német flottaparancsnoksággal. December 16-án a következő tartalmú üzenetet küldte a Seekriegsleitungnak:

„
1. A katonai helyzet Montevideo előtt: Cirkálókon és rombolókon kívül – Ark Royal és Renown – éjjelente szoros zárlat. A nyílt vizekre való kitörés és a hazai vizekre való áttörés kilátástalan.
2. A semleges vizek határáig szándékozom kihajózni. Amennyiben a megmaradt lőszer felhasználásával a Buenos Airesbe való áttörés lehetséges, akkor ezt meg kell próbálni.
3. Abban az esetben, ha az áttörés a Spee biztos pusztulásához vezetne anélkül, hogy esély lenne az ellenségnek való károkozásra, akkor döntést kérnék afelől, hogy az elsüllyesztésre sor kerülhet-e a megfelelő vízmélység hiányában is? La Plata-torkolat? vagy internálás?
4. A döntés rádión közöltessék.

A Spee parancsnoka”

Erich Raeder tengernagy december 16-án 13:00-tól tartott helyzetjelentést Hitlernél. A tengernagy az Uruguayban való internálást nem támogatta, helyette a Buenos Airesbe való áttörést és a La Platán való esetleges önelsüllyesztést ítélte meg helyesnek. Hitler egyet értett Raeder javaslatával és azt teljes egészében jóváhagyta. A Langsdorffnak küldött utasítások a következőképpen hangzottak:

„
1. Minden eszközzel a semleges vizeken való tartózkodás meghosszabbításának lehetőségét kell keresni azzal a céllal, hogy a cselekvési szabadság a lehető legtovább biztosítva legyen.
2. a 2. ponthoz. egyetértve.
3. a 3. ponthoz. Nincs internálás Uruguayban. Elsüllyesztéskor hatásos pusztításra törekedni.”

Az üzenetet december 16-án 17:07-kor küldték el a Graf Speenek. Miután aznap délután a montevideói követ jelentette, hogy a cirkáló tartózkodási idejét nem sikerült meghosszabbítani, Langsdorffnak egy újabb rádióüzenetben jelezték, hogy az előző utasítás 2. és 3. pontja továbbra is érvényben van. Az üzenetet december 17-én 04:00-kor sugározták.
Miután a 3/Skl (haditengerészeti hírszerzés?) jelentése alapján az Ark Royal és a Renown Pernambuco/Bahia környékén, azaz több napi távolságra a La Platától tartózkodott, a Seekriegsleitungnál vita alakult ki az információk helyességének megítélésében. Végül arra jutottak, hogy mivel Langsdorff ezen hajók egyértelmű La Plata előtt való észleléséről számolt be, az ő információi lehetnek a helyesek és ebben az esetben ténylegesen nem volt esély a nyílt tengerre való kijutásra. A tények valós és biztos ismeretében vélhetőleg Langsdorff a cirkálóháború folytatására kapott volna parancsot.

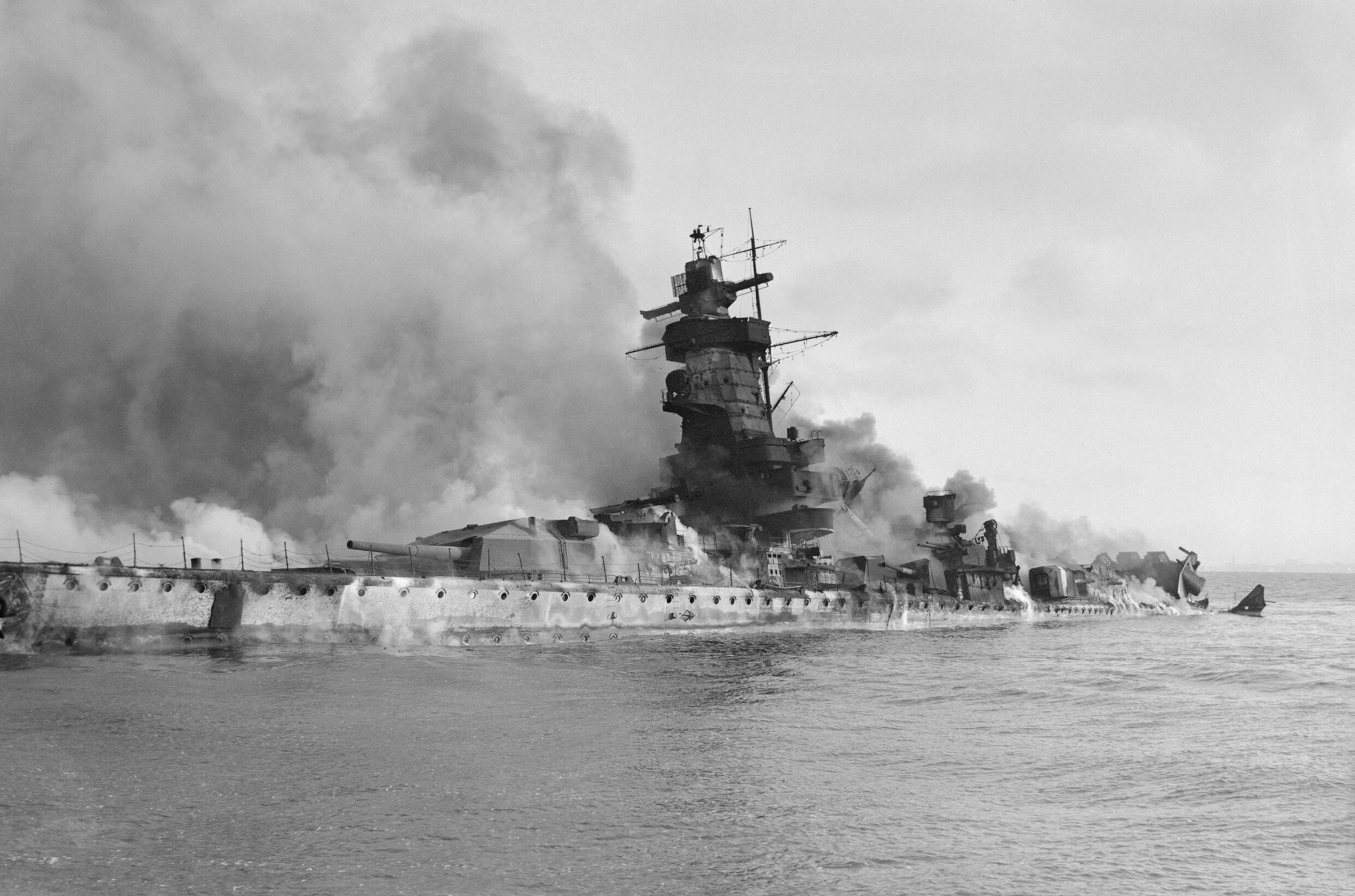
Az Admiral Graf Spee lángokban áll az önelsüllyesztést követően

Langsdorff azonban a hajója elsüllyesztése mellett döntött, hogy a katonai előnyszerzéssel nem kecsegtető emberveszteséget elkerülje. Ezt a következő szavakkal fogalmazta meg:
„Nem engedem, hogy a nagy túlerő darabokra lőjön minket – számomra ezer életben lévő fiatal férfi nagyobb érték, mint ezer halott hős…”
Bár a döntését a brit propaganda a beérkezett túlerőről szóló megtévesztő manővereinek igyekezett betudni, valójában a hajója általános műszaki állapota nem tette volna lehetővé az elszakadást az őt szemmel tartó könnyűcirkálóktól. A hajtóművek az előirányzott üzemidő kétszeresén is túl voltak már, számos alkatrészükön repedések jelentkeztek. A gépészek véleménye szerint a 17 csomónál nagyobb sebességgel való haladás törésekhez vezethetett volna náluk.
Az uruguayi hatóságokkal egyeztetteknek megfelelően december 17-én el kellett hagynia hajójával a kikötőt és az uruguayi felségvizeket. Aznap reggel 04:00-kor érkezett vissza a fedélzetre és közölte a legénységével elhatározását. Azonnal hozzáláttak a technikai eszközök elpusztításának, hogy az ne kerülhessen az ellenség kezére és elhelyezték az elsüllyesztéshez és megsemmisítéshez szükséges robbanószereket.
Este 18:15-kor a Graf Spee felvonta a horgonyt és az árbócain egy-egy nagyméretű hadilobogóval elhagyta a kikötőt. Kifele menet követte a német Tacoma gőzös, melyre korábban a legénység többségét átcsempészték. A három mérföldes határon kívülre érve a maradék legénység is elhagyta a fedélzetét és a helyszínre rendelt argentin vontatóhajókra szállt át. Nem sokkal ezt követően, 19:56-kor működésbe léptek az időzített bombák. A Graf Spee sorozatos robbanások közepette semmisült meg és a sekély tengerfenék iszapjára leülve még napokig lángokban állt.
A legénység az argentin hajók fedélzetén Buenos Airesbe távozott. Itt Langsdorff december 19-én önkezével vetett véget életének. Holttestére a szobájában találtak rá másnap, egyenruhájában, a Graf Spee hadilobogóján fekve. Teljes katonai tiszteletadás mellett temették el az argentin fővárosban és a szertartáson számos brit tiszt is részt vett.

## Az események után

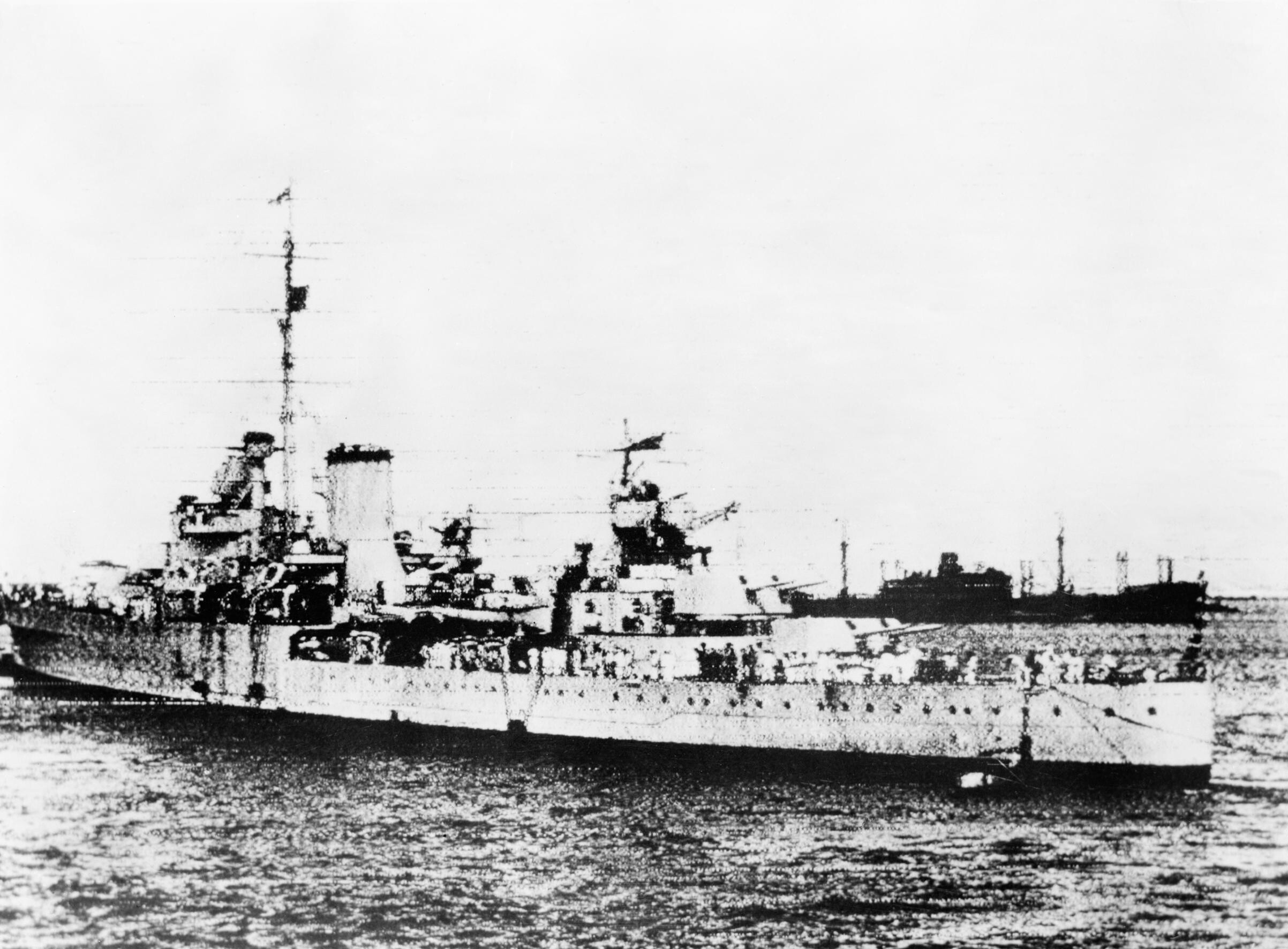
Az Ajax Montevideo kikötőjében (1940. január 3.)

A német sajtó közvetlenül az összecsapás után úgy tudósított, hogy az Graf Spee elsüllyesztett egy nehézcirkálót és súlyosan megrongált két könnyűcirkálót, miközben maga csak könnyebben sérült meg. A Graf Spee önelsüllyesztése nagy felháborodást váltott ki és az addig közöltek alapján nehéz volt erre a fejleményre megfelelő magyarázatot adni a nyilvánosságnak. Ezzel a végkifejlettel az összecsapást a britek nagy győzelemként állíthatták be, főleg hogy az Ajax és az Achilles hadrafoghatósága továbbra is megmaradt, az Exeter pedig a súlyos sérülései ellenére is képes volt elérni a Falkland-szigeteket, ahonnan az időleges javítások elvégzése után visszatérhetett Angliába, ahol a devonporti bázison 13 hónapos átépítésen esett át.
A brit propagandában a cirkálóik harci teljesítményét erősen felnagyítva adták elő, bár nyilvánvalóan a tüzérségi teljesítményük a számban háromszoros túlerő ellenére is gyenge volt és összességében jelentősen elmaradt a németekétől. A Graf Spee Montevideóba való útját gyakran említik üldözésnek (chase), holott a hivatalos iratokban is rendszerint követésként (shadowing) említették. A siker nagyban hozzájárult az admiralitás első lordjának, Winston Churchillnek a népszerűségnövekedéséhez.
Az Graf Spee által ejtett foglyok nagy részét korábban az Altmark tartályhajó (ellátóhajó) fedélzetére küldték át. Az Altmarknak sikerült visszatérnie 1940 februárjában az észak-európai vizekre és már biztonságosnak vélt norvég partok mentén hajózott Németország felé, mikor február 16-án egy brit rombolóraj intézett ellene – a nemzetközi joggal nem törődve – támadást, ami elől a Jøssing-fjordba menekült be. Itt az éjszaka folyamán felsőbb utasításra a Cossack nevű romboló támadta meg és több fegyvertelen német tengerészt meggyilkolva és többeket megsebesítve kiszabadította a foglyokat (lásd: Altmark-incidens). A britek valótlan híresztelésekbe kezdtek a foglyokkal szembeni embertelen bánásmódot hangoztatva és ezzel igyekeztek a világ szemében a Graf Spee tengerészeinek magatartása révén a német haditengerészetről kialakult pozitív képet lerombolni. Ezzel szemben a brit flottának az ügyet kivizsgáló bizottsága később megállapította, hogy a foglyokat nagy létszámuk miatt bár szigorú feltételek mellett tartották fogva, a németek minden rendelkezésükre álló eszközzel igyekeztek javítani a körülményeiket.
1939. december 22-én a Graf Spee több mint ezer tengerészét szállították Buenos Airesbe, ahol internálták őket. Közülük 92 főt 1940-ben átszállítottak egy Rosarióban lévő hadifogolytáborba, néhányukat a Buenos Aires tartományban lévő Club Hotel de la Ventanába és egy másik csoportot a Villa General Belgranóba, egy német bevándorlók által 1932-ben alapított kisvárosba. A tengerészek közül később néhányan itt telepedtek le. A háború után sok német tengerész telepedett le állandó jelleggel Uruguayban, néhányuk azt követően, hogy előzőleg visszatért Németországba. A Cementerio del Nortéban egyszerű keresztek jelzik az elesett német tengerészek nyughelyét. Az Achillesen elesett három tengerészt a montevideói brit temetőben helyezték örök nyugalomra, míg az Exeter halottai közül ötvenet hullámsírba temették.

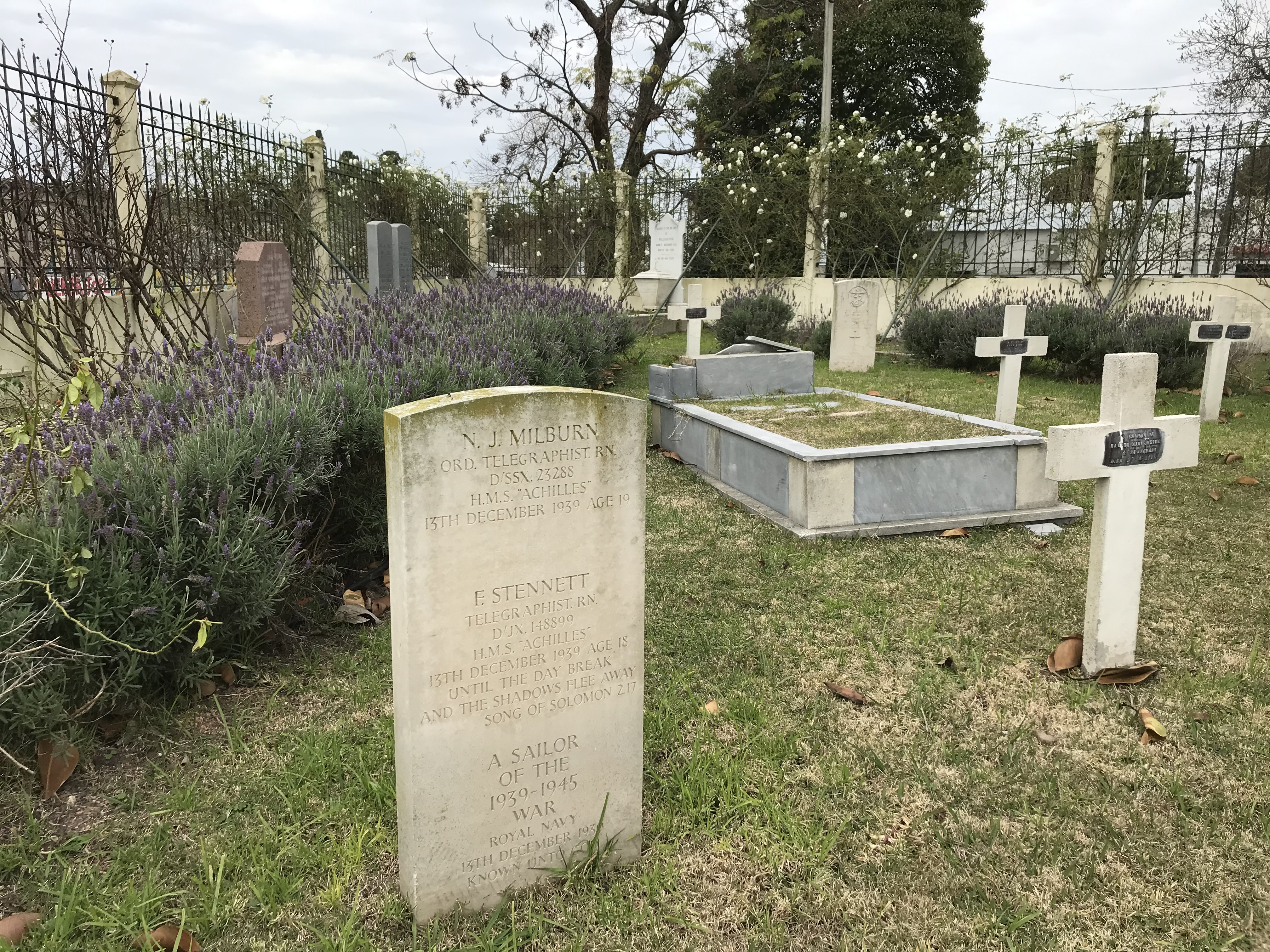
Az Achilles elesetteinek sírja
(The British Cemetery, Montevideo)

A Seekriegsleitungnál a Graf Spee csata során alkalmazott taktikai eljárása és a Montevideóba való kikötés szükségessége is megvitatásra került. Megfelelő információk hiányában a kérdést teljesen nem tudták tisztázni, de Raeder úgy ítélte meg, hogy a tartózkodási idő meghosszabbításának hiányában Langsdorff helyesen járt el, mikor a megmaradt összes lőszerét a hajó megsemmisítéséhez használta fel, mivel a robbanószerek hiányában csak a fenékszelepek megnyitásával lehetett volna elsüllyeszteni a hajót és ez a La Plata sekély vizein nem járt volna annak teljes megsemmisítésével. Ebben az esetben viszont fennállt volna annak az esélye, hogy a csekély károkat szenvedett hadihajó a britek kezére kerül. A megbeszélés során Hitler ismételten kifejezte azon véleményét, hogy az Exeterrel végezni kellett volna a Graf Speenek.
A történtek hatására Raeder tengernagy 1939. december 22-én a következő titkos utasítást adta ki:
„A német hadihajó a legénységének teljes erőbedobásával az utolsó gránátig harcol mindaddig, míg nem győzedelmeskedik vagy felvont lobogóval el nem süllyed.”

## Emlékezete
1956-ban film készült egy brit film a La Plata-i csatáról (Battle of the River Plate). Az Achilles, melyet 1948-ban az indiai haditengerészet zászlóshajójaként állítottak újra szolgálatba, a filmben saját magát alakította, hasonlóan a Cumberland is. A többi hajó helyett azonban másikak szerepeltek. Az Ajaxot a háromlöveges tornyokkal bíró Sheffield, az Exetert a Jamaica „alakította”. (Kétlöveges tornyok helyett háromlövegesek.) A Graf Spee szerepében az amerikai Salem nehézcirkáló tűnt fel – melynek bár háromlövegesek voltak a lövegtornyai, ebből nem kettő volt neki hanem három.

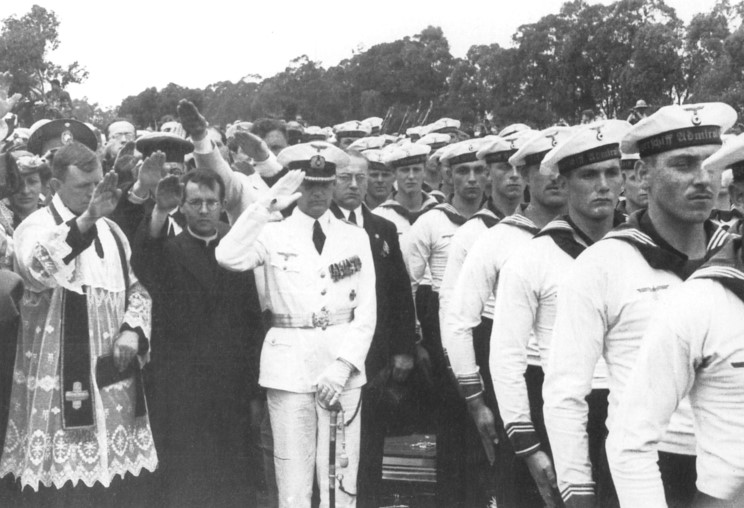
Langsdorff sorhajókapitány az elesett tengerészeinek temetésén

A csatát éveken át előadták nagyméretű modellek segítségével a scarborough-i Peasolm Parkban a nyári szezon idején.
A csata után a kanadai Ontarióban egy hadianyag termelése gyanánt megalapított új város a csatában részt vett könnyűcirkáló után az Ajax nevet kapta. Utcái közül többet Harwood három cirkálójának tengerészei után neveztek el. A település főútja magának Harwoodnak a nevét viseli, míg egy kisebb utca Langsdorff sorhajókapitányét. A német nyelvű Albertaner lap egyik 2007. október 6-ai cikke szerint a város polgármestere azzal védte meg a névválasztást, hogy Langsdorff nem volt egy tipikus náci tiszt. Erre azt hozták fel példának, hogy az elesett beosztottjainak temetésén Langsdorff a tradicionális tengerészeti tisztelgéssel rótta le a tiszteletet, míg körülötte mások – köztük egyházi személyek is – karlendítéssel tették ezt. Ennek oka valójában az volt, hogy a Kriegsmarine mindvégig megmaradt a hagyományos tisztelgésnél és egyedüli fegyvernemként mellőzte a karlendítést.
Új-Dél-Wales Nelson Bay nevű városának több közterét a csata részvevői után nevezték el, mint Montevideo Promenade, Achilles utca, Ajax sugárút, Harwood sugárút, Exeter út (utóbbi azóta más nevet kapott). Aucklandben, a Királyi Új-Zélandi Haditengerészet honi kikötőjében utcák viselik az Achilles, Ajax és Exeter neveket. A részvevők után a kadet hadtest egyes alakulatait is elnevezték.
A csata arról is nevezetes, hogy ez volt az első alkalom, mikor Új-Zéland jelenlegi zászlaja volt felvonva egy csata során, mégpedig az Achillesen.
Új-Zéland Déli-szigetén a Two Thumb Range régió négy hegycsúcsa viseli a csatában részt vett hajók neveit: Mount Achilles (2544 m), Mount Exeter (2327 m), Mount Ajax (2319 m) és Mount Graf Spee (2267 m). Utóbbi a nevét 1970-ben kapta.

## Függelék

### Langsdorff sorhajókapitány csatajelentése (1939. 12. 14.)
Az alábbi jelentést az ütközet másnapján, december 14-én tette Langsdorff sorhajókapitány a haditengerészet főparancsnokságának. A szövegben tévesen van megadva a könnyűcirkálók követéshez felvett pozíciója (északkelet és északnyugat helyett valójában északkelet és délkelet). A jelentés végén említett tengeralattjáró-támadás téves észlelés. A La Plata előtt ekkor nem tartózkodott ellenséges tengeralattjáró.

„A haditengerészet főparancsnoksága részére. Admiral Graf Spee

December 14-ei G. Kdos. 195/39
A konvojt keresve, feltételezve, hogy azt egy cirkáló védelmezi. 12. 13-án pirkadatkor az "Exeter" került észlelésre a feltételezett angol hajózási útvonalon. A vele tartó járművek előbb rombolókként kerültek azonosításra, később azonban 2 Achilles-osztályú cirkálóként lettek megállapítva. Mivel három cirkáló lerázása kilátástalannak tűnt, támadás lett indítva még mielőtt az ellenség a csúcssebességének eléréséhez elegendő gőzt generált volna és saját hatásos lőtávolságán belülre került volna. Az ellenség megosztotta erőit, így legalább egy cirkálója folyamatosan lövetés nélkül maradt és megpróbálta csökkenteni a távolságot. Az "Exeter" elülső részét tisztán kivehető találat éri, mely a két elülső lövegtornyot elhallgattatja. Találat éri a híd felépítményét heves tüzeket okozva és súlyos találat éri látszólag a kazánberendezéseket, ami után az "Exeter" elfut. A tehermentesítésére a könnyűcirkálók teljes sebességgel közelítenek a "Graf Spee"-hez. A legkisebb harci távolság 76 hm.
A könnyűcirkálók nagyon gyorsan és jól lőttek. A védekezést megnehezíti a közepes tüzérség elülső lőszerraktárcsoportjának kiesése és a becsapódások kikerülésére tett saját irányváltások. Az egyik könnyűcirkáló hátsó lövegtornya elhallgattatva, ezenkívül egy további nehézgránát és két 10,5 cm-es gránát találata valószínű. A harmadik cirkáló látszólag sértetlen. Az "Exeter" elfutása után a könnyűcirkálók nagy távolságra helyezkednek ÉK-en és ÉNy-on. A tenger felé való áttörés e két cirkáló lerázásával nyilvánvalóan nem lehetséges.
A találatok okozta károk jelentéséből kiderül, hogy az összes konyha kiesett az egy tengernagyi konyhát leszámítva. Helyrehozataluk a fedélzeten lévő eszközökkel kérdéses. A lisztkészletet érő vízbetörés kérdésessé teszi a kenyérellátást. Találat a hajóorrba, mely alkalmatlanná teszi a téli észak-atlanti vizeken való hajózásra. Egy lövedék átütötte az övpáncélt. A páncélfedélzet egy helyen megrepedt. Károk a hajófaron. 36 halott, 6 súlyos sérült, 53 könnyű sérült, köztük 14 gázmérgezést szenvedett.
Mivel a hajót a fedélzeten lévő eszközökkel nem lehet felkészíteni a haza vezető útra, döntés született a La Platára való hajózásról annak a veszélynek ellenére, hogy oda bezárhatnak. Az English Banknál [homokpad] várt tengeralattjáró miatt cikk-cakkban és nagy sebességgel haladás. A Lobos-szigettől délre tengeralattjáró-támadás. A torpedó nem talált. December 14-én éjjel 0000 órakor érkezés Montevideo kikötőjébe.
al. Langsdorff.”

### Walter Kay elsőtiszt csatajelentése (1940. 01. 16.)
A következő rész Walter Kay elsőtiszt csatajelentését tartalmazza, mely 1940. január 16-án érkezett meg Berlinbe rejtjelezett táviratként Buenos Airesből. A tőszavakat tartalmazó szöveg feloldása a fordító számára néhol bizonytalan, ezeken a helyeken megjegyzésként be van szúrva az eredeti német szöveg.

„December 13. 0552 óra 34 fok 27 perc 30 másodperc Dél, 49 fok 55 perc Nyugat, Balboa 155, sebesség 15 tmf [csomó], látótávolság 20, később 25 tmf, felhőtlen ég, délibáb, 3-as erősségű délkeleti szél, 2-es erősségű hullámzás, háborús körülményeknek megfelelő őrség, parancsnok a zárt hídon [Brückenkammer], mikor elől négy, látszólag közeledő hadihajókhoz tartozó árbóc kerül észlelésre 310 hm (31 km) távolságban, látszólag egy cirkáló és 2 romboló, későbbi megállapítás szerint az "Exeter" 2 könnyűcirkálóval.
Azt feltételezve, hogy észlelték az "Adm. Graf Spee"-t és a lerázásuk reménytelen, támadás indult ellenük mielőtt még a végsebességükhöz szükséges gőznyomást előállítanák és a hatótávolságukon belülre érkeznének.
0555 órakor a hajót felkészítve az ütközethez, repülőgép leürítve [unklar]. 0617 órakor a tűz megnyitva az "Exeter"-re 197 hm távolságból, saját irány 115 fok, az ellenség keleti irányt vesz fel látszólag vonalban haladva, a nehézcirkáló hátul halad és viszonozza a tüzet, a könnyűcirkálók teljes sebességgel haladnak előre és röviddel később tüzet nyitnak.
	A következő jelentés pontatlan az ütközet részleteit tartalmazó iratok Montevideóban való megsemmisítése miatt.
	0625-kor északnak kanyarodva nyugati irányra állás a könnyűcirkálók általi torpedóveszély miatt, eközben a nehéztüzérség átmenetileg célpontot változtatva a könnyűcirkálókat lőtte.
	0631 órakor az ellenséges nehézcirkáló tüze alatt, az ellenség most szintén nyugati irányba halad.
	0634 órakor az ellenséges nehézcirkáló súlyos találatok elszenvedése után kitér déli irányba füst mögött. 0700 óráig köd képzésével többször rövid ideig a hátulról közelítő könnyűcirkáló tüze alatt. 0700 órától 0725 óráig ismét harcban az ellenséges nehézcirkálóval, mely délen tűnik fel 190 hm-es távolságból, és harcban a könnyűcirkálókkal, melyek a szél felé tartva gőzt gyűjtenek.
0715 órakor az "Exeter" a tüzérsége kiesése után parancsnoki hídját és látszólag a kazánberendezéseit ért nehéztüzérségi találat következtében fekete füst kibocsátása mellett délnyugati irányba elkanyarodva látómezőn kívülre kerül.
	0716 órakor torpedó lett kilőve az ellenséges könnyűcirkálókra. A teljes sortüzet nem lehetett leadni az erős kanyarodás miatt, egyébként a torpedóvető csövek használata nem lehetséges az erős irányváltások miatt. Az északra lévő ellenséges könnyűcirkálók elleni tűz csekély hatásfokú, mivel a szél felőli oldalon való helyezkedés miatt a nehéztüzérség zavarja a közepes tüzérséget.
Az egyik könnyűcirkáló nincs folyamatos tűz alatt, ezért a "Spee" számos találatot kap. A hátrafelé mutató lőirány miatt többnyire csak a hátsó lövegtoronnyal való tüzelés lehetséges. Szél felőli oldal[on a "Spee"], erős irányváltások a becsapódások kikerülésére, emiatt most csekély a fegyverek hatékonysága a csekély távolság ellenére is. Az idegen cirkálók a becsapódásokat nagy sebességgel kerülik ki.
A nehéztüzérség nyolc alkalommal vált célpontot, időnként a légvédelmi lövegek tüzelnek az ellenséges könnyűcirkálókra, három torpedósorozat kikerülve, ködképzés mellett nyugati irányba haladás.
0750 órakor az idegen cirkálók füstfal mögött eltűnnek.
Az ellenséges könnyűcirkálók különválnak és a hatótávolságon kívülről követnek északkeleti és délkeleti irányban helyezkedve.
La Plata felé kormányozva. Saját sebesség 25 tmf, délután és a sötétedéskor egy-egy sortűz leadva az időnként közelebb felzárkózó ellenséges könnyűcirkálókra, melyek azonnal kitérnek fekete füstöt kibocsátva.
A Lobos-szigettől délre tengeralattjáró-támadás. Pontatlan torpedókilövés.
Tapasztalat:
A hajó vezetése kedvező az elülső árbóctorony platformjából [Vormars], különösen több ellenféllel szemben [vívott harcban], más helyről rossz, a torpedóütegek irányítása a parancsnoki állásból és az éjszakai irányítóállásból lehetetlen az elégtelen rálátás miatt ill. a nehéztüzérség általi zavarás miatt.
Javaslom a torpedóirányzék [Torpedorichtungsweiser] telepítését a hajó irányítóállásába. A nehéztüzérség és a közepes tüzérség valamennyi berendezése zavar nélkül dolgozott.
Az ellenség által képzett fekete füst a saját ködképzéssel szemben jelentős fölényben. Az ellenség csak késleltetett gyújtású lövedékeket lő, így a fedélzeten csekélyebb károk keletkeztek a felső fedélzeten. Javaslom a Panzerschiffek lőszerkészletének a feladatra tekintettel való átalakításához a készlet kb. felének orrgyújtóval és csak másik felének fenékgyújtóval való összeállítását.
Az ütközet térképvázlata és a találatok eloszlása repülőgéppel kerül kézbesítésre.
Kay.”

### Langsdorff sorhajókapitány tiltakozó jegyzéke (1939. 12. 17.)
Az alábbi idézet Hans Langsdorff sorhajókapitány uruguayi kormányzatnak küldött levelének fordítása, melyben a tengerésztiszt a hajója által elszenvedett károk kijavításához szükséges tartózkodási idő (15 nap) megtagadása ellen tiltakozik.

„
(…) E tiltakozást a következőkkel indoklom:
1. A XIII. hágai konvenció 17. cikkelye értelmében a hadviselő nemzetek hadihajóinak számára semleges kikötőkben biztosítani lehet azt a tartózkodási engedélyt, amely szükséges azon haváriák kijavításához, melyek  a hajó biztonságos navigálásához feltétlenül szükségeltetnek. Dél-Amerikában erre már adott egy precedens eset az 1914-es évből.
 A brit "Glasgow" cirkáló több héten át javíttatta a haváriáit.
 A hajómat ért, a hajózhatóságát korlátozó haváriák kijavításához én a szakértők véleményezését követően 15 (tizenöt) napot kértem.
2. Az uruguayi kormányzat szakértői bizottságának tagjai a hajó fedélzetére lépve a saját szemükkel győződhettek meg arról, hogy a harci ereje, azaz a hajtóművek és a fegyverzet oly kevéssé megviseltek, hogy az általam kért időintervallumot nem lehet a hajó harci erejének növelésére felhasználni.
 Az említett bizottság meggyőződhetett arról, hogy a hajó teste olyan haváriákat szenvedett, melyek javítása feltétlen szükséges volt a hajó oly mértékű helyrehozatalához, hogy a hajózás veszélyeinek meg tudjon felelni.
 Ezenkívül az említett bizottság személyesen tekinthette meg a konyhai berendezésekben és a pékségben okozott károkat, melyek kifogástalan működése tekintettel a legénység magas létszámára alapvető előfeltétele volt a hosszú nyílt tengeren való tartózkodásnak.
 Ezáltal az előbb említett haváriáknak és károknak a kijavítását tartalmazza a XIII. hágai konvenció 17. cikkelye.
 Azon közlés szerint, amit Őexcellenciája a külügyminiszter úr tett Önöknek, a fent említett, az Uruguayi Köztársaság honvédelmi minisztere által kinevezett szakértői bizottság kijelentette, hogy a 72 (hetvenkét) órás időtartam elegendő az említett haváriák és károk kijavítására. E bizottság ítélete alapján hozta meg az uruguayi kabinet tanácsa a döntését.
3. Minden erőfeszítés ellenére nem volt lehetséges a Montevideo kikötőjében fellelhető eszközökkel a haváriák és károk kijavítása a kiszabott időkereten belül.
 Ezt bármikor kétség kívül meg lehetett volna állapítani, amennyiben egy új vizsgálatra sor került volna a fedélzeten.
 E magyarázatok keretein belül formálisan megállapítom, hogy a haváriák kijavításával megbízott vállalkozó és az alkalmazottai az uruguayi kikötői hatóság részéről december 16-án 18 órakor több órán át tartóan zavartatva voltak a munkájuk elvégzésében azáltal, hogy nem engedélyezték számukra a hajó fedélzetére való feljutást. Ezt csak akkor engedélyezték számukra, miután a német követség egyik hivatalnoka közbeavatkozott.
Megállapítom, hogy az Uruguayi Köztársaság miniszteri tanácsának határozata engem a montevideói kikötő hajómmal való elhagyására kényszerít, melyet így nem lehetett kijavítani akként, ahogy a hajózásának biztonsága feltétlenül megköveteli.
 A tengerre való kifutás ezért a hajó legénységét, mely több mint 1000 (ezer) főt tesz ki, gondatlan módon veszélynek tenné ki, és amennyiben én erre a veszélyre hivatkozom, akkor nem azokra gondolok, melyek egy a hajó elleni ellenséges akcióval lennének összeköthetők, hanem kizárólag azokra az általános veszélyekre melyek a hajózhatóságával kapcsolatosak.
4. Az Uruguayi Köztársaság kabinetjének határozata ezáltal azon fáradozások kirívó megsértése, melyek a háború humánusabbá való tételét kellene eredményezzék és melyek az említett nemzetközi hágai konvenció aláírásához vezettek.
5. Kézenfekvő, hogy az uruguayi nép magatartása és – leszámítva a 3.) pontban megemlített esetet – egyfelől az uruguayi hatóságok magatartása, másfelől az uruguayi kabinet tanácsának határozata közötti különbség csak az érdekelt oldal által kifejtett nyomással magyarázható.
 Annak ellenére, hogy a technikai lehetőségeim keretein belül rendelkezésemre állt volna, én személyesen álltam el attól, hogy bármiféle nyomást kifejtsek. December 13-ika korai óráiban a nyílt tengeren támadást intéztem a brit "Exeter" cirkáló ellen. A harcban a brit "Ajax" és "Achilles" cirkálók is részt vettek.
 Miután a brit "Exeter" cirkáló harcképtelenné lett téve, döntöttem úgy, hogy Montevideo kikötője felé veszem az irányt, hogy a hajóm tengeri haváriáit kijavítsam. Ismert volt számomra, hogy a brit kormányzat, a Rio de La Plata vizeit illetően is, csak a három mérföldes zónát ismeri el. Amint a hajóm elérte azt a zónát, mely felett a La Plata menti államok egy nemzetközileg vitatott kondominiumra tartanak igényt, és annak ellenére, hogy az eset brit értelmezése számomra ismert volt, figyelembe véve a két békeszerető nemzet érzéseit minden további támadó akciótól eltekintettem. Különösen azt emelem ki, hogy a kedvező taktikai helyzet és a hajóm fedélzetéről kínálkozó jó látási feltételek ellenére az Isla de Lobos [Lobos-sziget] közelében álló brit cirkálóra csak azután nyittattam tüzet, miután az ellenség elsőként nyitott tüzet és a lövedékei a hajóm közelében becsapódtak.
6. Annak ellenére, hogy az uruguayi kormányzat döntésének indoklását nem fogadom el, a kormányzat által meghatározott határidőt most is tiszteletben fogom tartani.
 Azonban mivel az uruguayi kormányzat a hágai konvencióban foglalt azon lehetőséget megtagadja, hogy a hajómat tengeri hajózásra alkalmas állapotba hozassam, úgy nem áll szándékomban a hajómat, mely a tengeri ütközetben a harci erejéből a legcsekélyebb mértékben sem veszített, ezen ország felügyeletének kiszolgáltatni.
 Ezen körülmények között nem marad számomra más választás, minthogy a hajómat elsüllyesszem. A part közelében fel fogom robbantani, amennyiben ez lehetséges, a legénységet ki fogom hajózni.

Aláíró: Langsdorff, sorhajókapitány”

### Herrmann von Fischel altengernagy értékelése (1940. 04. 25.)

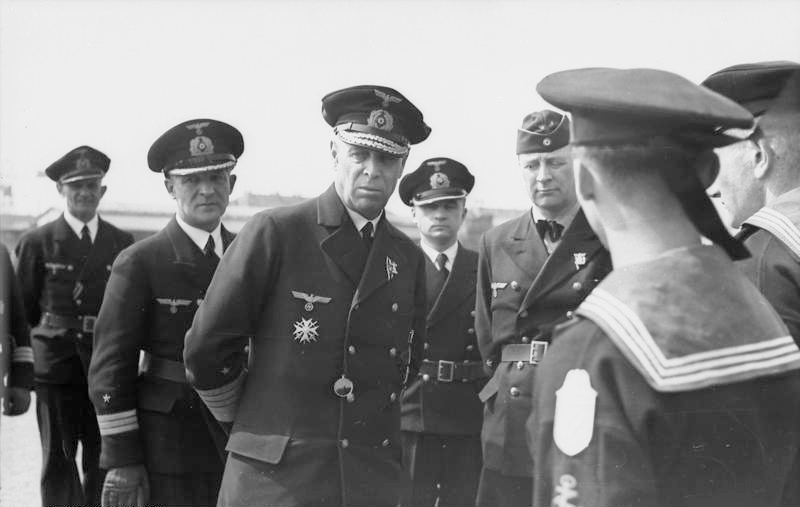
Fischel altengernagy a La Manche partvidékén szemlét tart 1941 őszén

Az alábbi rész Herrmann von Fischel altengernagynak az ütközettel kapcsolatos értékelését tartalmazza, mely közel fél évvel az események után született. A szerző volt a Graf Spee testvérhajójának, a Deutschlandnak az első parancsnoka 1933-1935 között.
A tanulmány természetesen nagy hangsúlyt fektet a harc során német részről elkövetett taktikai hibák okaira és azoknak az esetlegesen a haditengerészet előírásaiban megfogalmazott irányelvekre való visszavezethetőségére, melyek alapján ajánlásokat fogalmaz meg ezek módosítására.

„A.) A La Plata előtti tengeri ütközet
1. A "Graf Spee" a 0617-kor kezdődött ütközetben természetesen elsőként az "Exeter"-t vette tűz alá, mint fő ellenfelét a 28 cm-es ágyúink számára kedvező távolságból.
 Ezen ellenfél lövetése (Festhalten) közben, melynek során már az ötödik sortűzzel eltalálták, nagyon hamar ismételt és nagyon erős hatással lehetett számítani, amiatt is, mert a brit könnyűcirkálók csak valamivel később avatkoztak be a tűzharcba, hogy aztán a "Graf Spee" közepes tüzérsége vegye őket tűz alá.
2. Az ütközet ezen kifejezetten kielégítő kezdete és a helyzetnek megfelelő tűzmegosztás után 8 perc elteltével végzetes fordulat következett be az ütközetben.
 Miután az "Exeter" 0623 órakor irányt változtatott és a könnyűcirkálóktól való távolságát folyamatosan növelte, "torpedóveszély" okán a nehéz tüzérség a könnyű cirkálókat vette tűz alá és északra elkanyarodva nyugati irányra állt [a "Graf Spee"].
 Az ellenség ezt a tüzének várakozás feletti hatékonyságából fakadó elhárító manővernek (Abwehrmanöver) vélte. Emiatt lekövette a "Graf Spee" mozdulatait, melynek az átmeneti célváltoztatása az "Exeter" számára nagyon óhajtott tehermentesítését eredményezte.
3. Még a torpedók hatásfokának nagyon optimista becslése mellett is az ütközet ezen  szakaszában (távharc) a torpedóveszély mint fennforgó veszély nem ismerhető el.
 De még jelentősen kisebb harci távolságban is az egyetlen hajóval szembeni [torpedók jelentette] fenyegetés olyan csekély mértékűnek becsülendő, hogy a nehéztüzérség célpontváltoztatására és elhárító manőverek végrehajtására az semmilyen körülmények között nem kényszerített.
 A megfordulás (Kehrtwendung) egész más okból kellett bekövetkezzen, mégpedig az "Exeter" párhuzamos haladás melletti tűz alatt tartásához (laufendes Gefecht). Ehhez a kanyarodást, a csekély füst jelentette korlátozás miatt is az ellenséghez való egyidejű közeledéssel, mint támadó manővert végre kellett hajtani.
4. Innentől kezdve a taktikai kezdeményezés az ellenség oldalán volt éspedig épp annyira az "Exeter"-nél, mint a könnyűcirkálóknál.
 Bár az "Exeter"-rel szemben 0634-től ismét jó hatékonyság lett elérve és felismerve, miközben az ellenség a saját tüzérségének hatékonyságáról lemondva elkanyarodott, nem történt próbálkozás arra, hogy hozzá közeledve a [megsemmisítéséhez szükséges] maradékot (Rest) megadják neki.
 Egy az "Exeter" irányába történő meglepetésszerű előretörés az eleinte inkább halogató ütközetvezetésre (hinhaltende Gefechtsführung) illő csoportfelosztást alkalmazó britekkel szemben a két könnyűcirkáló harcból való legalábbis átmeneti kikapcsolását vonta volna magával további előnyként.
5. A saját hajóját ért 28 cm-es lövedékek hatékonysága nyomán az "Exeter" parancsnoka fel kellett hogy ismerje, mennyire veszélyeztetett volt a vele már csak laza taktikai felállásban operáló két könnyűcirkáló.
 Csak ebből az okból döntött úgy, hogy a súlyosan sérült hajójával a tehermentesítésükre ismét becsatlakozzon a harcba. Az "Exeter" rövid időn belül "no longer serviceable as a fighting unit" lett és végleg kivált a harcból. Ennek ellenére nem történt döntés a teljesen leharcolt ellenség üldözésére.
 A pusztán tüzérséggel az "Exeter" ellen elért sikerből sem vonták le a taktikai következtetéseket és nem kamatoztatták őket a harc további részében a könnyűcirkálók ellen.
 Ezek időközben a "Graf Spee" "Exeter" elleni halogató harcának (hinhaltendes Gefecht) hatására hátulról a sebességüket fokozva (aufdampfend) közelítettek, miközben nagyjából fél órán át felvállalták a "torpedóveszély"-t.
6. Az ütközet következő szakaszában a "Graf Spee" folyamatos manőverezése a saját tüzének hatásosságát olyan mértékben lecsökkentette, hogy az ellenség a 15 cm-es lövegeit időlegesen kis távolságból használhatta.
 Fel kell tételezni, hogy a brit rajparancsnok (Kommodore) a "Graf Spee" szakadatlan elhárító manőverei és tüzének hatásosságának elmaradása miatt súlyos kiesésekkel és a harci érték (Gefechtskraft) erős csökkenésére következtetett és ennek megfelelően manőverezett.
 A könnyűcirkálók ezen nyilvánvalóan téves következtetés alapján kivitelezett támadó hadmozdulatai a "Graf Spee" vezetését nem hagyta már ellencsapáshoz jutni.
 Elég lett volna a füst általi akadályoztatást (Rauchbehinderung) kiiktató menetirányt csak pár percig tartani, a nehéztüzérséggel csak pár sortüzet elég lett volna leadni nagy valószínűséggel az egyik, sőt talán mindkét brit könnyűcirkálón végzetes találat eléréséhez.
7. A torpedófegyver egyik fél oldalán sem felelt meg a mozgó harc követelményeinek, még a kis harci távolságok mellett sem. A mi oldalunkon már a bevetése sem sikerült, míg az ellenfél részéről a megismételt bevetések ellenére sem értek el vele találatot.
8. Tüzérségi és taktikai szempontból a "Graf Spee"-nek meg kellett volna oldania a feladatot.
 Az ellenséges torpedófegyver (torpedóveszély) végzetes túlbecsülése, a saját nehéztüzérség hatásosságának [és] kimagasló lehetőségeinek fel nem ismerése és az ebből fakadó taktikai visszafogottság úgy az "Exeter", mind a könnyűcirkálók ellenében megfosztotta a "Graf Spee"-t a biztos győzelemtől.

B) A Taktika írássorozat 1. füzete
1) A brit cirkálók általi "kapcsolattartás" a "Graf Spee" vezetésének döntéseiben döntő szerepet játszott. Tekintettel az 1. füzet I. szakaszának 2. bekezdésében erre tett utalásra a kérdés e helyen kerül megvitatásra.
a) A kölcsönös észlelés megadott időpontjai alapján fennállt a lehetősége annak, hogy a brit haderő általi észlelést és ezáltal a kapcsolattartást elkerüljék.
b) Miután fel lett vállalva a harc, a kapcsolattartás kérdésére a tüzérségi fölény szemszögéből kellett tekinteni.
 A nappali harc során az első teljes veszteség, pl. az "Exeter" elvesztése minden valószínűség szerint elég lett volna, hogy a maradék ellenséges erőket a legnagyobb visszafogottságra sarkallja. Ezzel a kapcsolat megszüntetésének legbiztosabb feltétele teremtődött volna meg, ha nem nappal, akkor a nappalból és az éjszakába való átmenet vagy az éjszaka folyamán.
c) Épp az éjszaka folyamán állt fenn a lehetőség a kapcsolattartókat nehéztüzérséggel való tűzcsapásokkal súlyosan – ha nem [éppen] egyenesen megsemmisítően – eltalálni, de mindenesetre ezeket hatékonyan távolmaradásra bírni.
 A gyors sebességelérés előnye a motorberendezések erős indítónyomatékának köszönhetően a "Graf Spee" oldalán volt. Ez kedvezett volna mind az ilyen jellegű meglepetésszerű támadó mozdulatoknak, mind a látótávolságon kívül kerülést és a kapcsolat lerázását, adott esetben a kapcsolattartás előzetes felvétele nélkül.
d) Még ha a "Graf Spee" lassabb is volt, mint a kapcsolattartói, a sebességkülönbség önmagában, mint ahogy a b) és c) pontokban arra már utalás történt, semmiféle abszolút mértéket nem kínált a kapcsolat biztos fenntartásához, főleg nem az éjszaka folyamán.
 A mindkét fél részéről [fenntartható] viszonylag nagy sebesség miatt a kapcsolattartó számára az elveszített kapcsolat éjjel való helyreállítására nagyon csekélynek nevezhetők az esélyek; a különböző menetirányok mellett a távolság növekedése e körülmények között túl nagy mértékű.
e) További intézkedésként még szóba jöhet a kapcsolattartók maga után vonása, míg azok üzemanyagkészlete ki nem merül. A kapcsolattartók azon kényszere, hogy az összes kazánjukat felfűtve haladjanak annak érdekében, hogy a csúcssebesség elérésére bármikor készen álló Panzerschiff elől kitérhessenek, előbb vagy utóbb a kapcsolattartás feladásához vezetett volna az üzemanyaghiány miatt.
f) A kapcsolattartás kérdésének érintése a Takitika 1. füzetében szükségesnek tűnik.
2)  Ahogy azt egy cirkáló parancsnoka közölte velem, a 2. szakasz I./3.) pontjának megállapítása, miszerint az "Exeter" harcképtelenné lett téve és ezzel ez a feladat kifogástalanul meg lett oldva, ahhoz a véleményhez vezetett, hogy az O.K.M. ennek a cirkálónak a megsemmisítését nem a "Graf Spee" feladatkörébe tartozónak tekintette.
 Egy ennek megfelelő utalás szükségeltetik, hogy a téves értelmezéseknek elejét vegyük.
3)  A II. szakasz utolsó bekezdése teljes általánosságban torpedóveszélyt említ, ami talán átmenetileg más magatartásra kényszerít.
 Ebből tévesen a következő következtetést lehet levonni:
 A "Graf Spee" vezetése által az ütközet kezdete után feltételezett "torpedóveszély" az O.K.M. részéről is fennállónak ismertetett el és okot szolgáltatott a nehéztüzérség célpontváltásához és a megforduláshoz.
 A tisztázás érdekében megfelelő utalás igényeltetik. (lásd a C. 2. alatt is)
4)  A britek által az erők "egy korábban kidolgozott terv" szerint való megosztása két csoportra a korábbiakban már sokszor megvitatásra került, ezért egy rövid állásfoglalás szükségesnek tűnik.
a) Mint ahogy már az előző szakasz A/4-es részében utalás volt rá, az ütközet két csoportban való megvívása halogató ütközetvezetési szándékként értelmezendő.
 Az ütközet első órájában, főleg akkor, mikor a "Graf Spee" és az "Exeter" nyugati irányra állt, az erők megosztása nagyon kedvezőtlenül hatott. A könnyűcirkálók tűzharcban való részvétele a nagy rákészülésből fakadó (durch das weite Ausholen) hátrébb való helyezkedés miatt gyakorlatilag lehetetlen volt.
b) Mint ahogy az előző szakasz A/4-es pontjában megemlítésre került, a "Graf Spee" idejében végrehajtott előretörése az "Exeter" irányába egyidejűleg a könnyűcirkálók közeledésével megakadályozta volna a párhuzamos haladás melletti tűzpárbajt, a könnyűcirkálókat ismét a Panzerschiff farvizébe helyezte volna és ezáltal hosszabb időre taktikailag kilátástalan helyzetbe sodorta volna.
c) Az egyetlen előny, amit a brit könnyűcirkálók a csoportokra bontakozott manőverezéssel elértek, az a tüzérségi szempontból kedvezőbb szélárnyékos oldalra való helyezkedés volt, ami azonban csak azért lehetett hatással az eseményekre, mert a "Graf Spee" nem próbált meg közeledni az "Exeter" felé.
d) A két csoport nagy távolságra való szétbontakoztatása megnehezítette a tervszerű összedolgozást és egymás segítését a kritikus pillanatokban.
 A csoportokra való tagozódás eme gyengeségeit fel kell ismerni és ki kell használni.
e) Ebben az esetben – mint már említve volt – az erők megosztásának csak egy tudatosan halogató ütközetvezetés esetén vagy a kapcsolat fenntartásának céljából volt értelme.
 Ha azonban az volt a szándék, hogy döntő csapást mérjenek, úgy az erők megosztásához kedvezőtlen erőviszonyok miatt először a nyitottan haladó csoportokat a csapáshoz össze kellett volna vonni. Az erők megosztása csak a már legyőzött ellenség üldözése során jöhetett volna szóba.
f) Tekintettel a "Taktika" 1. füzetének (Heft 1 "Taktik") II. rész 5. oldalának utolsó bekezdésében adott általános utalására, szükségesnek érzem az erők megosztásának kérdésére mind az 1. füzetben, mind az M.Dv.Nr. 598-ban foglaltak alapján kitérni.
C.) Az M.Dv.Nr. 598 jelű szolgálati előírás
1.) "Közelítés"
Az 1. füzetben említett ezen előírás átnézése során megállapítottam, hogy már általam korábban benyújtott tanulmányokat feldolgoztak [a témához].
Ez a tény említésre sem lenne méltó, amennyiben ezen tanulmányok eredeti értelmét az újabb feldolgozások során el nem vették volna.
Példa erre a következő:
a) Az előírás 14. oldalán lévő 25. pont (Ziffer 25) jelenlegi megfogalmazása:
"25.) Amennyiben felismerhető, hogy erős saját hatás lett elérve, és az ellenség tűzereje megbénul, tehát a tűzerő tekintetében fölény lett kiharcolva, úgy a saját tűzerő fokozása illetve teljes bevetése révén törekedni kell az ellenség teljes leküzdésére. Legyőzött, azaz a további fegyveres cselekményekre már teljes bizonyossággal kikapcsolt csak akkor lesz az ellenség, ha elsüllyedt. Az, hogy a saját tűzerő fokozásával ezekben az esetekben is próbálkozni kell-e, az a helyzettől függ. Adott lehet annak a veszélye, hogy az ellenséghez való közeledés után az eddig kivívott előnyök elveszhetnek, mivel a fölény különösen olyan távolságokban hatásos, melyek a tüzérség számára magas követelményeket támasztanak."
b) Az én korábban benyújtott javaslatom. 
Amennyiben a megfigyelések alapján felismerhető, hogy a saját tűznek hatása van és hogy az ellenséges tűzerő megbénul, úgy a saját tűzerő fokozásával ("közelítés") az ellenség energikus és gyors leküzdésére kell törekedni. A folyamatos és megfelelő megítélése a saját és az ellenséges tűznek ennélfogva egyike a legfontosabb alapkövetelményeknek minden taktikai döntés tekintetében.
c) Állásfoglalás:
Az eredeti szöveg mondandója az volt, hogy a hatás érdekében [az ellenséghez való] közeledésre van szükség az ellenség energikus és gyors leküzdéséhez.
A tanulmányom utólagos vizsgálata révén megállapítandó, hogy az a magától értetődő követelés, hogy a közelítésre kell törekedni, látszólag még élesebben kidolgozásra kell kerüljön. A kidolgozó így nem követte volna el azt a hibát, hogy a közelítésre való felszólítást a 25.) pont utolsó két mondatával gyakorlatilag kiiktassa.
Amennyiben figyelembe vétetik ebben az összefüggésben, hogy a tüzérségi harc [taglalása] során a "közelítés" fogalom csak az előírás ezen az egy helyén kerül említésre, úgy felmerül annak a szükségessége, hogy a "közelítés" kifejezés erősebb hangsúlyt kapjon.
d) Tanács
Hogy a haditengerészetünk támadó szellemisége a "Rá az ellenségre" ("Ran an den Feind") [parancs] értelmének megfelelően ezen előírás tisztán tényszerű formájában is számításba vételre kerüljön, azt tanácsolom, hogy a La Plata előtt vívott ütközet tapasztalatainak alapján az eredeti szöveg kerüljön ismét alkalmazásra megfelelő kiegészítéssel a 25 a) és 25 b) pontoknál, melynek során a 25.) pont utolsó mondata kivétetik [a szövegből].
25 a)	Amennyiben a megrendült ellenfél a saját tűzhatásának feladásával igyekezné kitéréssel és köd fejlesztésével kivonni magát a tűz alól, úgy az irányába való legerősebb megindulással kell fenntartani vele a harcérintkezést.
Ennek során a tűzhatást folyamatos közelítés mellett a megsemmisítésig folyamatosan fokozandó.
25 b.) A közelítés egyre több elért találatot jelent és ez a legbiztosabb eszköz az ellenség ellenállásának anyagi és akaratbeli megtörésére.
Legyőzöttnek, azaz a további harci cselekményekre bizonyossággal kiiktatottnak, csak az az ellenség minősül, amelyik elsüllyedt.
2.) "Torpedóveszély"
Az előírás további átnézésével megállapítható, hogy a "Graf Spee" taktikai magatartása a "torpedóveszély"-re vonatkozóan magában az előírásban magyarázattal szolgál.
a) A torpedófegyver nappali bevetéséről a következőket mondja:
"124.) Nagy harci távolságokban a torpedófegyver sikere csak egy vonalban haladó, legalább három hajóból álló kötelék elleni bevetés során várható. Magányos hajók ellen a találatra való kilátás olyan erősen lecsökken, hogy a bevetés nem éri meg stb."
Eszerint a La Plata előtti ütközet tekintetében a torpedófegyver alkalmazása a brit könnyűcirkálók részéről az ütközet elején nem nevezhető érdemesnek, tehát eszerint nem is volt várható.
b) Ezzel ellentétben a 133. pontban a "Taktikai kihatások" címszó alatt a következő mondatok állnak:
"Azonban a bevetési lehetőségek hiányában is a torpedófegyver hatással van a napközbeni taktikára. Mindkét fél arra fog törekedni, hogy a torpedóveszélyen kívül tartsa magát mindaddig, amíg az ütközet körülményei ezt megengedik. A torpedófegyver ezáltal megszabja a tüzérség harci távolságának alsó határát és az ellenséggel szembeni helyzet megválasztását.
Ha az ellenség számára fennáll a torpedóveszély, úgy elhárító manőverek végrehajtására lesz kényszerülve, ami a tüzérségének a bevethetőségét korlátozhatja." Lásd még a 141. pontot az előírásban.
c) Állásfoglalás: 
A 133. pont fent említett mondataiban látom a szellemi okát (gedenkliche Grundlage) a "Graf Spee" végzetes reakciójának a "torpedóveszély" kapcsán az ütközet elején.
A haditengerészet főparancsnokának egy előadáshoz fűzött korábbi állásfoglalása (lásd B. Nr. A III b 1128 geh. vom 6.11.31) annak idején a II.b pont második bekezdésében a következőket tartalmazta:
"A taktikai nyomásgyakorlás fogalmát a torpedófegyver hatótávolságának határáról való fenyegető bevetését illetően annak gyakorlati hatókörén túl nem lehet kiterjeszteni. Hogy az ellenség milyen mértékben érzi magát veszélyeztetettnek és mennyire enged ennek a veszélyeztetettségérzetnek, az attól függ, hogy megfelelő avagy hamis elképzelései vannak az őt fenyegető fegyverről stb.
 A tapasztalatok szerint a tengeri ütközetben a siker kulcsa mindig a saját és az ellenséges fegyverek hatékonyságának helyes megítélése a vezetés részéről. Az alábecsülés éppolyan végzetesnek hat, mint a túlértékelés."
Az A III (Ausbildungsabteilung – kiképző részleg) ezen rendelkezése volt hivatott a taktikai fogalmak túlfeszítésének elébe menni. A 133. pontot vizsgálva azonban ez láthatólag már megtörtént, mivel ott a torpedófegyvernek a hiányzó bevetési lehetőségek mellett is a taktikát befolyásoló szerepet tulajdonítanak.
Tény, hogy a "Graf Spee" az ellenséges torpedófegyverre már annak hatókörén kívül is taktikailag erősen reagált mikor magának az ellenséges ágyútűznek – a saját nehéztüzérséggel ellentétben – a túl nagy távolság miatt még semmilyen érdemleges hatást nem lehetett tulajdonítani.
Tehát teljes mértékben a 133. pont tartalmának megfelelően jártak el, mely a torpedófegyvernek a tüzérségi harc távolságát és az ellenséghez való helyezkedést nagyban befolyásoló szerepet tulajdonít.
Azt, hogy a britek milyen csekély mértékűnek ítélték a torpedóveszélyt, az mindenek előtt a könnyűcirkálók hátulról való közeledés közbeni magatartása mutatja meg.
Az ellenség nem tartotta be a [hátsó pozícióból való felzárkózás miatti] torpedóveszély elkerülésének követelményeit, sem a harci távolságokat és a helyezkedést sem határozták meg számára a "Graf Spee" torpedófegyverei. Ennek révén azonban sikerült a 15 cm-es lövegeit kis távolságon belülre juttatnia és a torpedófegyvereit, még ha eredmény nélkül is, bevetnie. Elhárító manővereket csak akkor hajtott végre, mikor a közelharc során ténylegesen torpedók kerültek kilövésre.
d) Tanács:
Az 1. Taktika füzetben egy ennek megfelelő utalást és a "Taktika alapelvei"-ben (Grundlagen der Taktik M.Dv.Nr. 598) a kérdéses pontok alapvető javítását tartom szükségesnek.
D. Összefoglalás
1. A La Plata előtti ütközet alábbi kiértékelése az iratok hiányossága miatt természetszerűleg még nem teljes. Ennek ellenére az ütközet menetének közelebbi vizsgálata során két fogalom, "közelítés" ("Annäherung") és torpedóveszély ("Torpedogefahr"), vált szembetűnővé, melyek a vizsgálat részéről gyújtópontokként [kulcsszavakként] ki lettek elemezve.
 Ha a "közelítés" a tüzérségi harcban a "Ran an den Feind" értelmében már nem kerül említésre a taktika egyik alapelveként az előírásokban, ha a torpedófegyvernek a bevetési lehetősége nélkül továbbra is taktikai hatást tulajdonítanak, akkor ez a két példa elég lehet az általam felvázoltak értelmében való átdolgozásra.
2. Az M.Dv.Nr. 589 átvizsgálása során megmutatkozik, hogy az egyre magasabb szintet képviselő készülékek hatása alatt, melyek a fegyverek egyre nagyobb hatótávú és egyre sokfélébb bevetési lehetőségét és hasznosíthatóságát ígérik, a harc természeti törvényeit, melyek minden taktika alapvetését kellene, hogy képezzék, egyre inkább a feledésbe merülés fenyegeti.
 Így a taktikai fejlemények, melyek gyakorlása egyetlen fegyvernek egy egészen különleges esetben való alkalmazására volt alapozva, ahhoz a veszélyesen téves következtetéshez vezettek, hogy a végső siker a saját bevetés (ohne eigenen Einsatz) nélkül is kimanőverezhető (lásd 133-as pont).
 Az éles helyzetek újra és újra ahhoz a felismeréshez fognak vezetni, hogy a saját és az ellenséges hatás lehetőségeinek helyes felmérése és a kíméletlen [értsd: saját épséggel nem törődő] üldözés egyike a helyzeten alapuló taktikai vezérfonálnak az ellenség legyőzéséhez.
 A tengeri háború újabb eseményei bebizonyították, hogy átütő siker csak saját bevetéssel ([mit] eigenem Einsatz) érhető el.
3. Végezetül egy fontos megállapítás:

A La Plata előtti ütközet bebizonyította, hogy a Panzerschiffjeink a világtengereken a fő ellenfeleikkel, a brit nehéz- és könnyűcirkálókkal szemben jelentős fölényben vannak.
Kiel, 1940. április 25.
al. v. Fischel
Altengernagy”

## Fordítás
- Ez a szócikk részben vagy egészben  a   Battle of the River Plate című angol Wikipédia-szócikk ezen változatának fordításán alapul.  Az eredeti cikk szerkesztőit annak laptörténete sorolja fel. Ez a jelzés csupán a megfogalmazás eredetét és a szerzői jogokat jelzi, nem szolgál a cikkben szereplő információk forrásmegjelöléseként.
- Ez a szócikk részben vagy egészben  az   Admiral Graf Spee című német Wikipédia-szócikk ezen változatának fordításán alapul.  Az eredeti cikk szerkesztőit annak laptörténete sorolja fel. Ez a jelzés csupán a megfogalmazás eredetét és a szerzői jogokat jelzi, nem szolgál a cikkben szereplő információk forrásmegjelöléseként.